# Salon d’Automne

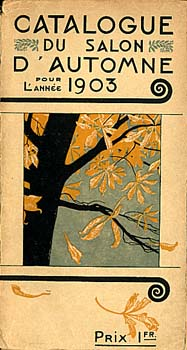
Salon d’Automne 1903
a katalógus borítólapja

A Salon d’Automne  ([salɔ̃ d‿otɔn], magyarosan kb. „szalon dotonn”) magyarul Őszi Szalon, egy 1903 óta minden ősszel a Société du Salon d’Automne (Őszi Szalon Társaság) által Párizsban megrendezett, külföldi művészeket is fogadó, nagyszabású, multidiszciplináris művészeti kiállítás, mely a hivatalos művészet konzervativizmusa elleni reakcióként jött létre, és fennállása óta számos új művészeti irányzat születésének színtere volt.
Az 1903-as nyitó kiállításon kívül az Őszi Szalon történetében három másik dátum is történelmi jelentőségű. 1905-ben a fauvizmus születésének színtere volt, 1910-ben innen indult a kubizmus. 1912-ben pedig a kiállítás idegengyűlölő és antimodernista viszályt eredményezett Franciaország Nemzetgyűlésében. Az Őszi Szalon tanúja volt a 20. század szinte összes jelentős áramlata megjelenésének és fejlődésének, mint például a futurizmus, az orfizmus, az absztrakt művészet, a szürrealizmus.

## Alapítása
Az Őszi Szalon Társaságot 1903-ban Frantz Jourdain(en) francia építész, műkritikus és irodalmár hozta létre Hector Guimard(en) George Desvallières(en), Eugène Carrière(en), Félix Vallotton, Édouard Vuillard, Eugène Chigot(en), Georges Rouault és mások közreműködésével. A 89 alapító tag mellett számtalan tiszteletbeli tagot, és rendes tagot számlált az Őszi Szalon Társaság már az alapítás évében is. Frantz Jourdain elnök mellett Eugène Carrière és Albert Besnard(fr) a társaság tiszteletbeli elnökei lettek. Alelnökök Yvanhoë Rambosson(de) és George Desvallières voltak. Olivier Sainsère(fr), politikus és művészetek patrónusa, is a Salon d’Automne tiszteletbeli bizottságának tagja volt.
Az utolsó pillanatig függőben volt az első kiállítás előtt még az épülethasználat engedélyezése is. Az adminisztrációs feladatokat a holland Jean-Henri Jansen által alapított Maison Jansen(en) interieur design cég vállalta, amelynek nagy szerepe volt a finanszírozásban is, és gondoskodott a helyszín, a Petit Palais sötét alagsorának megvilágításáról. Jansen és  Jourdain kitartásának volt köszönhető, hogy sikerült elhárítani minden akadályt.
Az Őszi Szalon nonprofit társaság, mely 1920 óta közhasznú társaságként működik.
A Szalon korai éveiben olyan elismert művészek, mint Pierre-Auguste Renoir támogatták az új kiállítást, sőt Auguste Rodin is bemutatott több művet.
A társaság tagja lehetett, akit az alapító tagok meghívtak. Azóta tag lehet az is, aki jelentkezését az Őszi Szalon kiállításaira ötször elfogadták, és ötször részt vett a kiállításon.
A Salon d’Automne platformja a kiállításra való nyílt jelentkezésen alapult, amely a művészet minden területéről fogadta a művészeket. A zsűritagok magának a társaságnak a tagjai voltak, nem az Akadémia, az állam vagy a hivatalos művészeti intézmények tagjai.

## Az Őszi Szalon célkitűzése

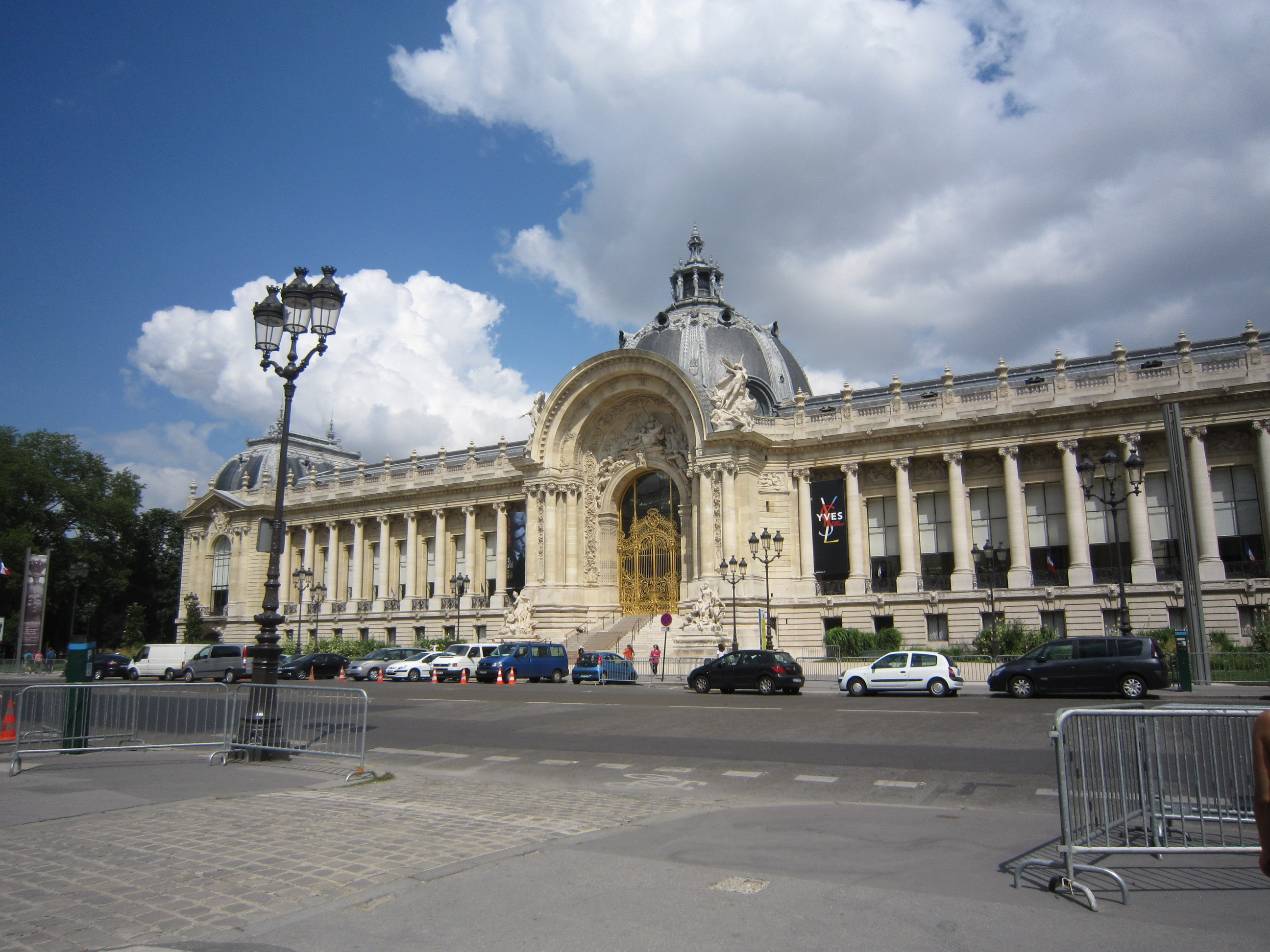
Petit Palais, Párizs

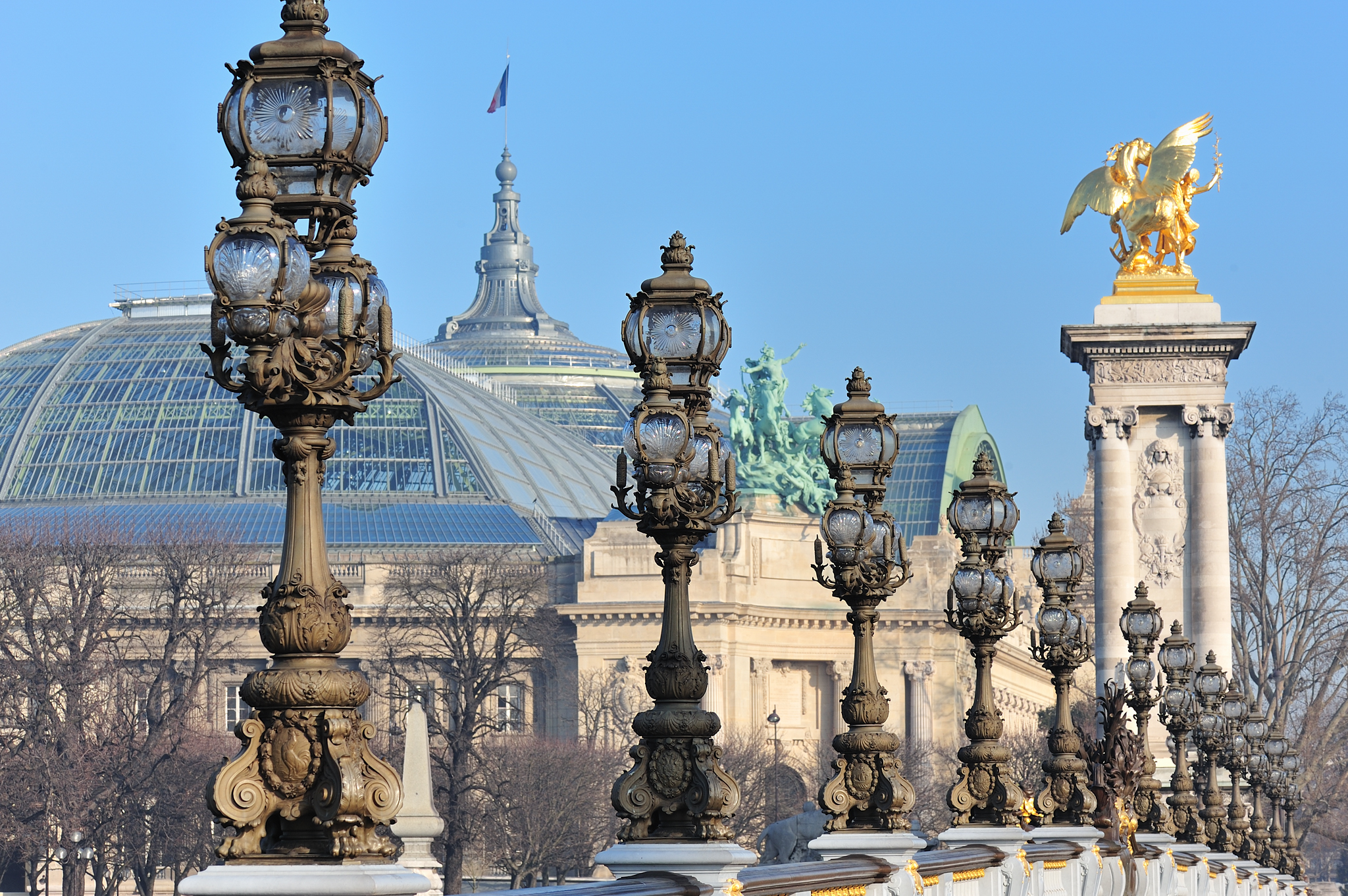
Grand Palais, Párizs

Jourdain a Salon d’Automne létrehozása előtt befolyásos művészeti kritikusi szerepe mellett a Chicagói Világkiállítás (1893)(en), a Brussels International Exhibition (1897)(en) és a Paris Exposition Universelle (1900)(en) dekoratív művészeti zsűrijének tagja volt. Jourdain világosan felvázolta az akadémiai út követésének veszélyeit a Paris Exposition Universelle (1889)(en) áttekintésében, ugyanakkor rámutatott a művészet számára a mérnöki esztétikában rejlő lehetőségekre, a díszítőművészettel való fúzió és a társadalmi reform szükségességére. Hamarosan a tradicionalizmus elszánt kritikusaként és a modernizmus buzgó híveként vált ismertté, bár később a kubisták még számára is túl messzire mentek.
A társaság megalapítása és az első kiállítás megrendezése a hivatalos Párizsi Szalon konzervatív politikája elleni reakció volt, és szinte azonnal a 20. századi festészet, rajz, szobrászat, grafika, építészet és dekoratív művészet új áramlatainak és innovációinak bemutatója lett.
A művészi szabadság védelmében Jourdain nem egyéneket, hanem intézményeket támadott konzervativizmusuk miatt, mint például a Société Nationale des Beaux-Arts(fr), a Société des Artistes Français(fr) és az École des Beaux-Arts (Párizs)(fr) fellegvárait, amelyeket akkoriban a művészet legfőbb iskolájaként ismertek el.
Frantz Jourdain meggyőződése volt, hogy a műkritikusnak kettős szerepet kell betölteni, mert kötelezettsége van mind a művészek, mind a közönség felé. Így egyfelől mecénási, másfelől közművelői szerepe van. Koncepciójában a nyilvános kiállítások fontos társadalmi funkciót töltöttek be azáltal, hogy fórumot adtak ismeretlen, újító, feltörekvő művészeknek, és lehetőséget adtak a nagyközönségnek az új művészet megértéséhez. Jourdain meggyőződése szerint, a kritikusok úgy járulhatnak hozzá a társadalom fejlődéséhez, ha felrázzák a közönséget önelégültségéből és szembesítik az új ötletekkel.
A Párizsi Őszi Szalon célja az volt, hogy ösztönözze a képzőművészet fejlődését, hogy bemutatkozási lehetőséget biztosítson különböző nemzetiségű fiatal művészek számára, és platform legyen az impresszionizmus terjesztéséhez és népszerűsítéséhez a közönség körében.
A kiállítás őszi időpontjának megválasztása több szempontból is stratégiai döntés volt: elkülönült időben a másik két nagy szalontól, a Société Nationale des Beaux-Arts ill. Société des Artistes Français kiállításaitól, amelyekre mindig tavasszal kerül sor, és általában a tél folyamán készült műtermi munkákat mutatják be. Ezzel szemben az új szalon őszi időpontja, alkalmat ad a művészeknek, hogy  a nyár folyamán a szabadban készített, legfrissebb alkotásaikat állítsák ki.
A Salon d’Automne kitűnik multidiszciplináris megközelítésével, mivel nyitott festményekre, szobrokra, fényképekre (1904-től), rajzokra, metszetekre, iparművészetre. Teret ad zenészek, írók és költők bemutatkozására is. Többé-kevésbé iskolánkénti elrendezése és ennek köszönhető áttekinthetősége is erényei közé tartozik. A külföldi művészek különösen számosan képviseltetik magukat.

## Az 1903 évi első Őszi Szalon

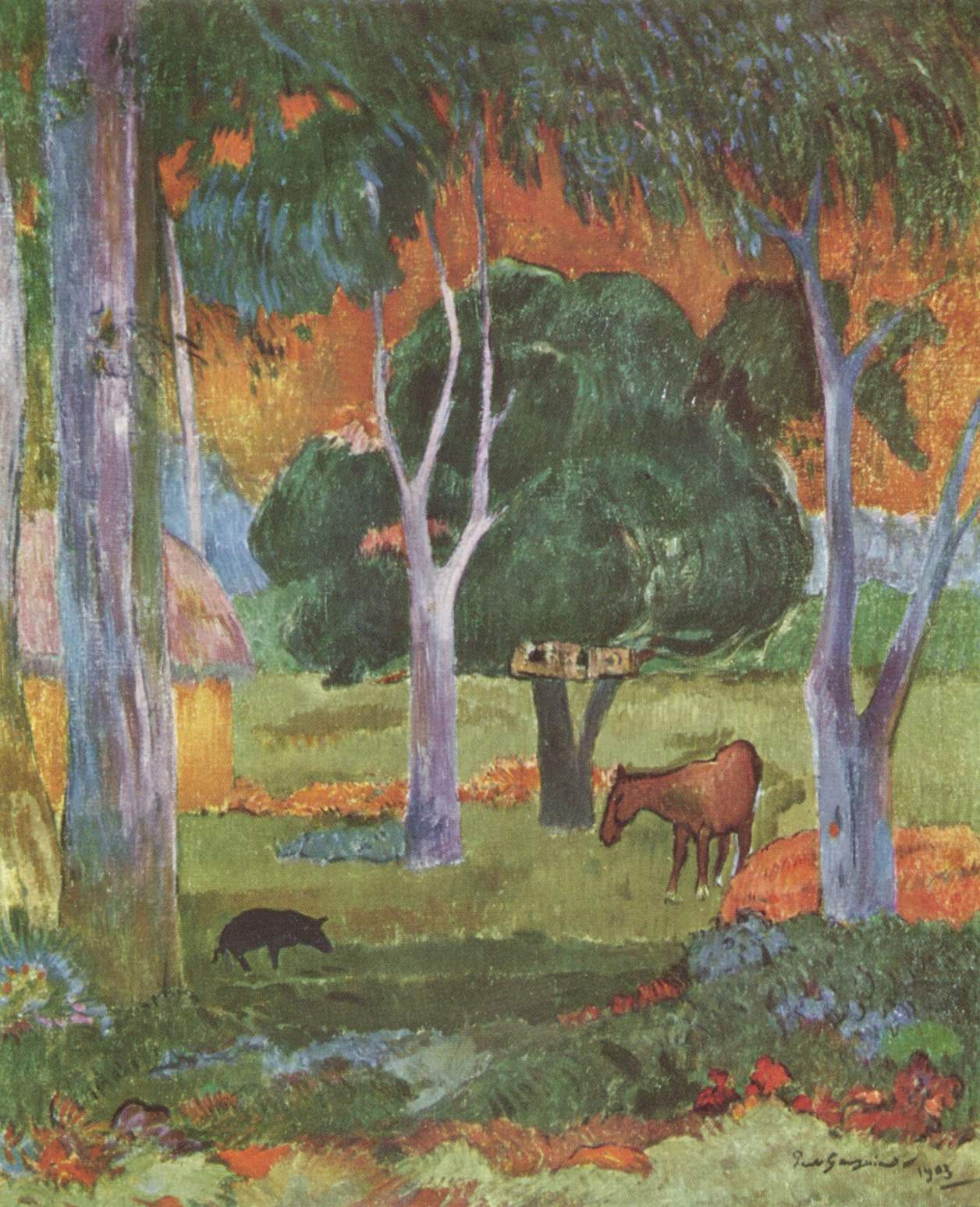
Paul Gauguin, Táj Dominikán lóval és disznóval (Hiva Oa), 1903

Az első Őszi Szalont a Petit Palais rosszul megvilágított, párás pincéjében tartották, mivel a Grand Palais kiállítóterét nem bocsájtották az Őszi Szalon Társaság rendelkezésére. Míg Rodin üdvözölte a törekvést, és rajzokat nyújtott be, nem volt hajlandó csatlakozni a társasághoz, mert kételkedett a sikerben.
Ennek ellenére az első Őszi Szalon váratlanul sikeres volt, és széles körű kritikai elismerést kapott. A kiállítás számtalan progresszív művész munkáit mutatta be, akik közül kiemelhető Pierre Bonnard (Nr. 62-64), Henri Matisse (Nr. 386-387), Francis Picabia (Nr. 438-440), Jacques Villon (Nr. 566-567), Édouard Vuillard (Nr. 568-569), Félix Vallotton (Nr. 558-559), Henri Manguin(fr) (Nr. 391-393), Armand Guillaumin (Nr. 270-272), Henri Lebasque(en) (Nr. 344-346), és Gustave Loiseau(fr) (Nr. 363-365). Az 1903-as Őszi Szalon külön megemlékezett Paul Gauguinről néhány festményével, aki ennek az évnek a tavaszán, 1903 május 8-án hunyt el.
Három magyar származású művész is részt vett az 1903-as Őszi Szalon kiállításán. Szikszay Ferenc tanulmányait a Julian Akadémián, Párizsban végezte, itt festette tájképeit és alakos kompozícióit is. Őszi reggel Bretagne-ban (Nr. 530) és Tavasz Normandiában (Nr. 531) című képeivel szerepelt a kiállításon. Kunffy Lajos jogi tanulmányokat végzett, ezzel párhuzamosan pedig az Iparrajziskolában és Vágó Pál műtermében folytatta művészeti tanulmányait. 1890-ben Hollósy Simon müncheni magániskolájába járt, majd Párizsban a Julian Akadémián folytatta tanulmányait. Két festménnyel szerepelt az Őszi Szalonon (Nr. 329-330). Zubriczky Lóránd művészeti tanulmányokat Budapesten, Münchenben és Párizsban folytatott. Tanulmányai végeztével Párizsban telepedett le, majd az I. világháború kitörése után Genfbe költözött. A budapesti Műcsarnokban és a Párizsi Szalonban gyakran szerepelt kiállításokon. Téli táj a Szajna partján című képével szerepelt a tárlaton.
Jourdain, aki jól ismerte a művészet sokrétű világát, pontosan megjósolta, hogy a siker ellenségeskedést fog gerjeszteni, részben azokban a művészekben, akik nehezményezték az 1903-ban Gauginnek és 1904-ben Cézanne-nak szentelt kiemelt figyelmet, másrészt akadémiai körökben, akik kifogásolták a dekoratív művészet felé irányuló figyelmet, illetve nem sokkal később a kubistákban, akik azt gyanították, hogy a zsűri velük szemben a fauve-okat részesítette jogtalan előnyben. Még Paul Signac, a Salon des Indépendants(fr) elnöke sem bocsátotta meg Jourdainnek, hogy rivális szalont alapított.
Amit nem látott előre, az az új szalon jövőjét veszélyeztető megtorlás volt. Carolus-Duran(en), a Société Nationale des Beaux-Arts elnöke, azzal fenyegetőzött, hogy kitiltja Société-ből azokat a művészeket, akik fontolóra veszik a Salon d’Automne kiállításán való részvételt. Jourdain védelmében a nagy tekintélyű Eugène Carrière nyilatkozatot adott ki, hogy ha választásra kényszerül, csatlakozik a Salon d’Automne-hoz, és kilép a Société Nationale des Beaux-Arts-ból. A vitáról szóló sajtócikkek által keltett értékes publicitás a Salon d’Automne javára vált. Így Eugène Carrière megmentette a frissen induló szalont.
1903 októberében Henry Marcel(fr) lett a Beaux-Arts de Paris(fr) igazgatója, aki pártolta az Őszi Szalont, és biztosította, hogy a következő évben a tekintélyes Grand Palais-ban kerülhetett megrendezésre. A Salon d’Automne sikere azonban nem pusztán a viták kapcsán kialakult figyelemnek volt köszönhető, hanem annak, hogy kiállításai óriási hatást gyakoroltak a művészeti világra és a nagyközönségre, 1903-tól az első világháború kezdetéig. Minden egymást követő kiállítás a modern művészet fejlődésének egy-egy jelentős mérföldköve volt. Gauguin és Cézanne retrospektív kiállításai után itt mutatkoztak be a fauve-ok (André Derain, Henri Matisse); ezt követték a proto-kubisták (Georges Braque, Jean Metzinger, Albert Gleizes, Henri Le Fauconnier(fr), Fernand Léger és Robert Delaunay), majd a kubisták, az orfisták és a futuristák.

## Őszi Szalon 1904

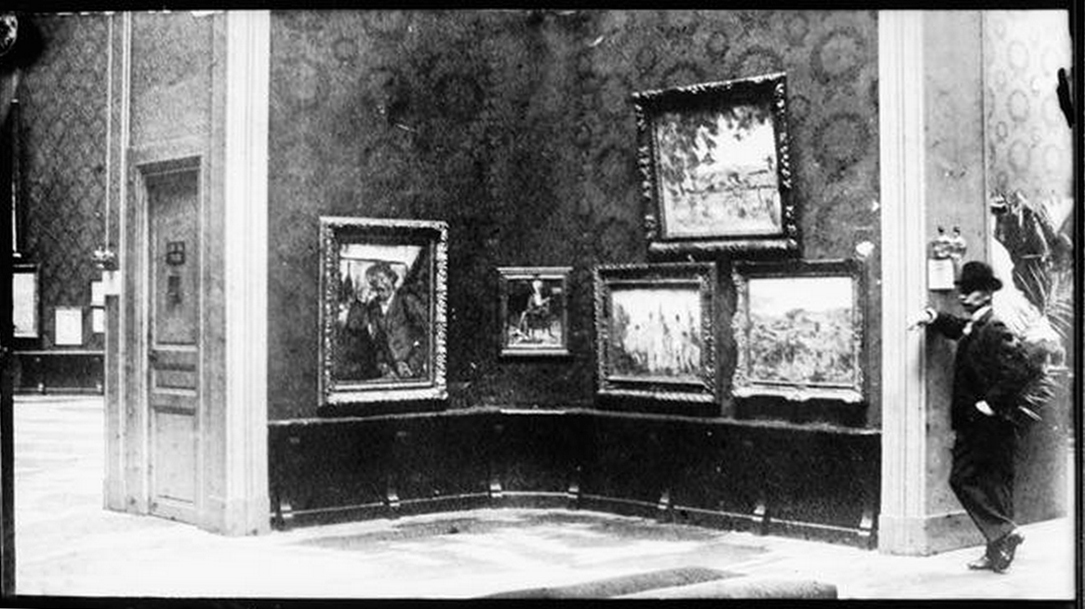
Párizsi Őszi Szalon 1904
Cézanne terem, Ambroise Vollard

A nagyon hamar elért sikert bizonyítja, hogy 1904-től az Őszi Szalont már nem a Petit Palais pincéjében rendezték meg, hanem a Grand Palais-ban. Ebben az évben Paul Cézanne, Odilon Redon és Pierre-Auguste Renoir festményei még mindig nagyjából illeszkedtek az elfogadott művészeti irányzatba, de az 1905-ös botrányosra sikerült esemény főszereplői, Henri Matisse, Henri Manguin(en), Albert Marquet(en) és Charles Camoin(en) már jelen voltak a XVII számú teremben.
Az 1904-es Salon d’Automne egyik termét Paul Cézanne-nak szentelték a kiállítás rendezői. A művész harmincegy alkotása volt látható, köztük különféle portrék, önarcképek, csendéletek, tájképek és fürdőzőket ábrázoló festmények (katalógus 106. oldal). Sok műalkotás Ambroise Vollard(en) gyűjteményéből származott, így a festmények mellett Cézanne által készített fényképek is (Nr. 2045-2047),  melyek a fotó szekcióban voltak kiállítva.
Külön terem mutatta be Puvis de Chavannes negyvennégy alkotását. (108.o.) Egy másik termet pedig Odilon Redonnak szenteltek hatvannégy alkotással, köztük festményekkel, rajzokkal és litográfiákkal. (111. oldal) Auguste Renoir (115. o.) és Henri de Toulouse-Lautrec (117. o.) is külön helyiséget kaptak harmincöt, illetve huszonnyolc alkotással.
Pierre Bonnard két festménnyel (Nr. 114-120) és egy művel a metszet és litográfia szekcióban (Nr. 1866) vett rész az Őszi Szalonon.
A további neves kiállítók közt szerepelt Charles Camoin (Nr. 186.192), Eugéne Chigot (Nr. 268-277), a 19 éves Robert Delaunay (Nr. 352), Kees van Dongen (Nr. 403-404), George-Oliver Desvallières (Nr. 373-387), Othon Friesz(en) (Nr. 503-506), Albert Gleizes (Nr. 536-537), Armand Guillomin (Nr. 571-582), Henri Matisse két festménnyel (Nr. 607-620) és két szoborral (Nr. 1763-1764), Gustav Loiseau (Nr. 807-818), Albert Marquet (Nr. 855-861), Maxime Maufra(en) (Nr. 880-889), Francis Picabia (Nr. 981-983), Jean Puy(fr) (Nr. 1041-1045), Georges-Henri Rouault (Nr. 1090-1097), Félix Vallotton (Nr. 1252-1254), Louis Valtat(en) (Nr. 1255-1257) és Jaques Villon (Nr. 1273-1275). Vaszilij Kandinsky két rajza (Nr. 1504-1512) és két műve a metszet és lithographia (Nr. 1891-1899) szekcióban szerepelt. A szobrászati szekcióból Aristide Maillol (Nr. 1792-1795), az építészeti szekcióból pedig Hector Guimard (Nr. 1849) műveit lehet kiemelni.
Öt magyar kiállítója is volt az 1904-es Őszi Szalonnak. A már előző évben is szerepelt Kunffy Lajos (Nr. 719-720), Szikszay Ferenc (Nr. 1184-1188) és Zubriczky Lóránd (Nr. 1317) mellett, Berény Rudolf két alkotása szerepelt (Nr. 91,92). Szegfy Erzsébetnek szintén két alkotása volt látható. (Nr. 1181, 1183) Szegfy Erzsébet a budapesti mintarajziskolában végezte tanulmányait. 1897 óta kiállítója volt a Műcsarnoknak. 1900-ban a párizsi világkiállításon bronzérmet nyert. Portrékat, genre és csendélet képeket festett. A Gond című pasztellje a Szépművészeti Múzeumban látható.

## Őszi Szalon 1905
Az 1905-ben megrendezett Őszi Szalon elmozdulást jelentett a modernizmus felé.  Az 1904-es esemény megrendezésért felelős bizottság tagjainak meglehetősen konzervatív egynegyedét elbocsájtották, Gustave Moreau haladószellemű tanítványai javára. Az Őszi Szalon igazgatására két évre megválasztott bizottság törzsét ezután Henri Matisse, George Desvallières, Georges Rouault, René Piot(fr)  (valamennyien Moreau osztályának tagjai), valamint Louis Vauxcelles(en) és Roger Marx(fr) alkotta.
A zsűri úgy döntött, hogy az eredetiséget részesíti előnyben a "felvizezett impresszionizmussal" szemben, és olyan alkotásokat fogad el, amelyeket szerzőik maguk is kísérleti jellegűnek tartanak. Ezt a célkitűzést a várakozáson felül sikerült megvalósítani. "Sosem fogok ennyire összetett, ennyire más, és a kritikusokat ennyire zavarba ejtő munkát alkotni" vallotta André Derain kételkedve abban, hogy még egyszer ilyen heves reakciót kiváltó művet alkothat. A legnagyobb felháborodást mégsem Derain alkotásai, hanem Henri Matisse Nő kalappal(en) című képe váltotta ki.
Az alkotások elhelyezésével Charles Plumet(en) építészt bízták meg, aki nagyjából az előző évivel azonos elrendezést alkalmazott. A kiállítás 18 teremben 1636 alkotást mutatott be, a látogatókat a főbb attrakciók mentén vezetve. Az előcsarnokban Auguste Rodin szobrait láthatták a látogatók. Az I. díszteremben olyan nagy nevek munkái szerepeltek, mint Paul Cézanne, Auguste Renoir, Armand Guillaumin, Jean-François Raffaëlli(fr), Odilon Redon. Hasonlóképpen, a III. teremben már megalapozott hírnévvel rendelkező művészek alkotásai voltak elhelyezve, mint Eugène Carrière, George Desvallières és Georges Dufrénoy(en), valamint a nabik, Édouard Vuillard, Pierre Bonnard, Félix Vallotton, Ker-Xavier Roussel.
A következő helyiségekben két nagy retrospektív volt látható, az egyik Jean Auguste Dominique Ingres, a másik Édouard Manet munkáit mutatta be. A termekben sok külföldi is bemutatkozott, például Alexej von Jawlensky, Vaszilij Kandinszkij és Czóbel Béla.

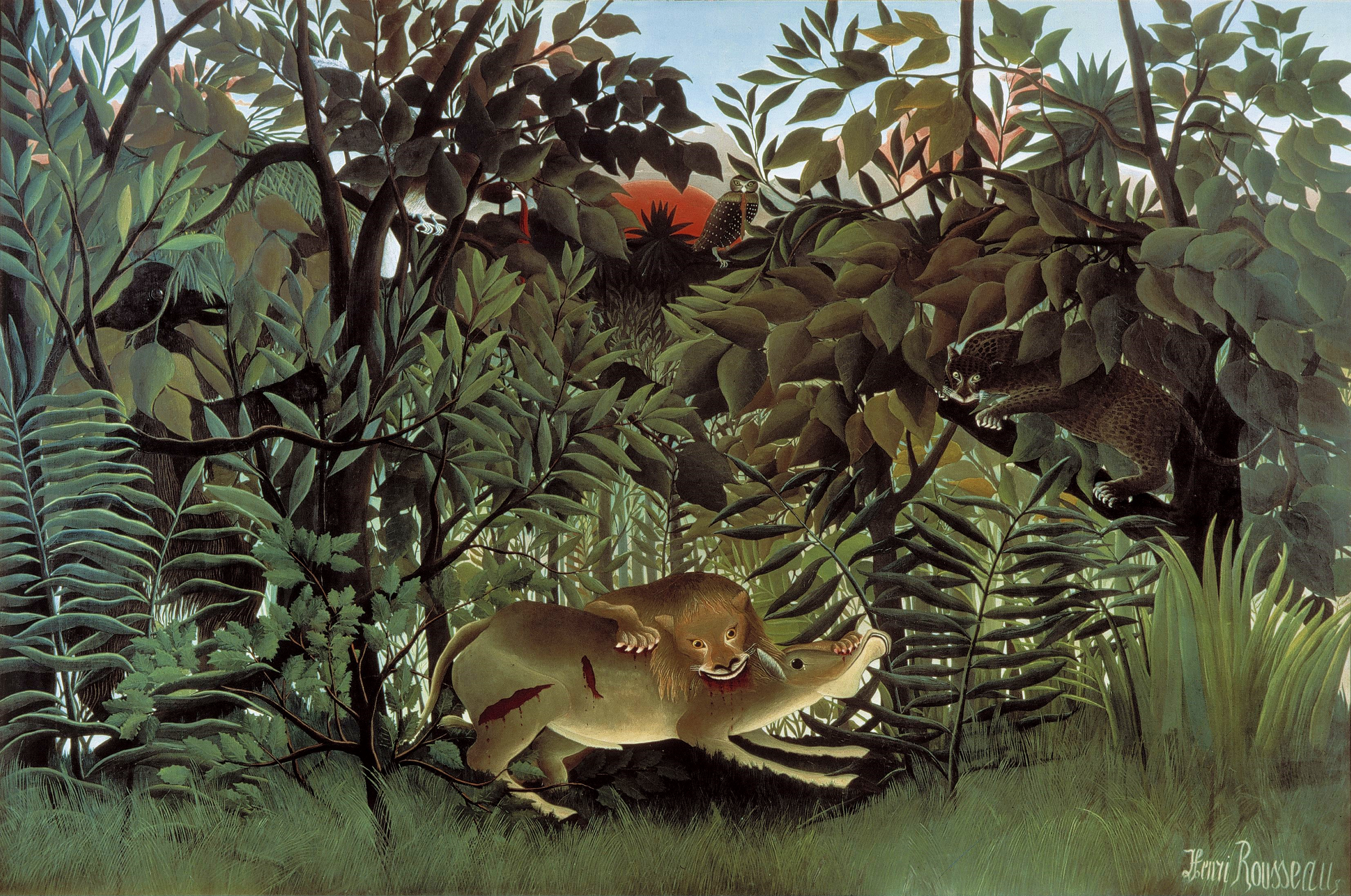
Henri Rousseau: Az Oroszlán, mivel éhes, antilopra veti magát

A figyelem a VII. teremre összpontosult, amelyet Plumet a kiállítás középpontjába helyezett. Matisse, Manguin, Derain, Vlaminck, Marquet, Camoin művei szerepeltek együtt. Henri Rousseau munkái, ezek közt Az oroszlán, mivel éhes, antilopra veti magát(en) című kép ennek a teremnek közvetlen közelében volt, aminek szerepe lehetett az új irányzat névadásában. Jean Puy, Jules Flandrin, Georges Rouault, Kees van Dongen, Pierre Girieud festők, bár a fauve-okhoz asszimilálódtak, más helyiségekben állítottak ki.
A Gil Blas(fr) 1905. október 17-i mellékletében Louis Vauxcelles művészeti kritikus ezt írja:
A szoba közepén egy gyermektorzó és egy kis márvány mellszobor Albert Marque(en) alkotása, aki kifinomult tudással modellez. E mellszobrok őszintesége meglepő a tiszta hangok orgiája közepette: Donatello a vadállatok között.
Jóval később, 1939-ben, Le Fauvism című könyvében Vauxcelles félig-meddig elismeri, hogy ezt az összehasonlítást egy ismeretlen kritikus ihlette, aki elhaladt mellette, és azt mondta Matisse művével kapcsolatban: Donatello a vadállatok ketrecében, hogy minősítse azt, amit az imént látott.
Több sokkolónak ítélt szempontot is felhoztak az ellenző kritikusok, különösen a technikai tudás láthatóságának hiányát és a befejezetlennek tűnő hatást. Kétféle következtetést vontak le. Egyesek számára ez ügyetlenség, és a művész vadhoz, gyerekhez vagy őrülthöz hasonlítható. Így Marcel Nicolle(fr), a Journal de Rouen művészeti kritikusa a "színdobozzal gyakorló gyermek barbár és naiv játékairól" írt.
Mások szerint anarchista sarlatánok, akik a burzsoázia iránti gyűlöletüket hirdetik. A festményt ennek fényében nem őrültnek, hanem agresszívnek tekintik. "Ez művészet? Vagy ez egy rejtély, és a Salon d’Automne egy nagy vicc meglepetését akarta hozzáadni a látványosságok galériájához?", olvashatjuk a La Liberté-ben.  Gertrude Stein műkritikus, aki testvérével Leo Steinnel megvásárolta a képet, Matisse kalapos nőjéről megjegyezte: "A látogatók kuncogtak, miközben a vásznat nézték, és megpróbálták eltépni."
"Egy festékes dobozt dobtak a közönség arcába" – írta Camille Mauclair(fr) az 1906-ban megjelent, A jelenlegi művészet három válsága című könyvének A csúnyaság válsága című fejezetében. Hozzá hasonlóan Maurice Denis is kritizálta a fauve-okat az elméleti túlzás miatt.

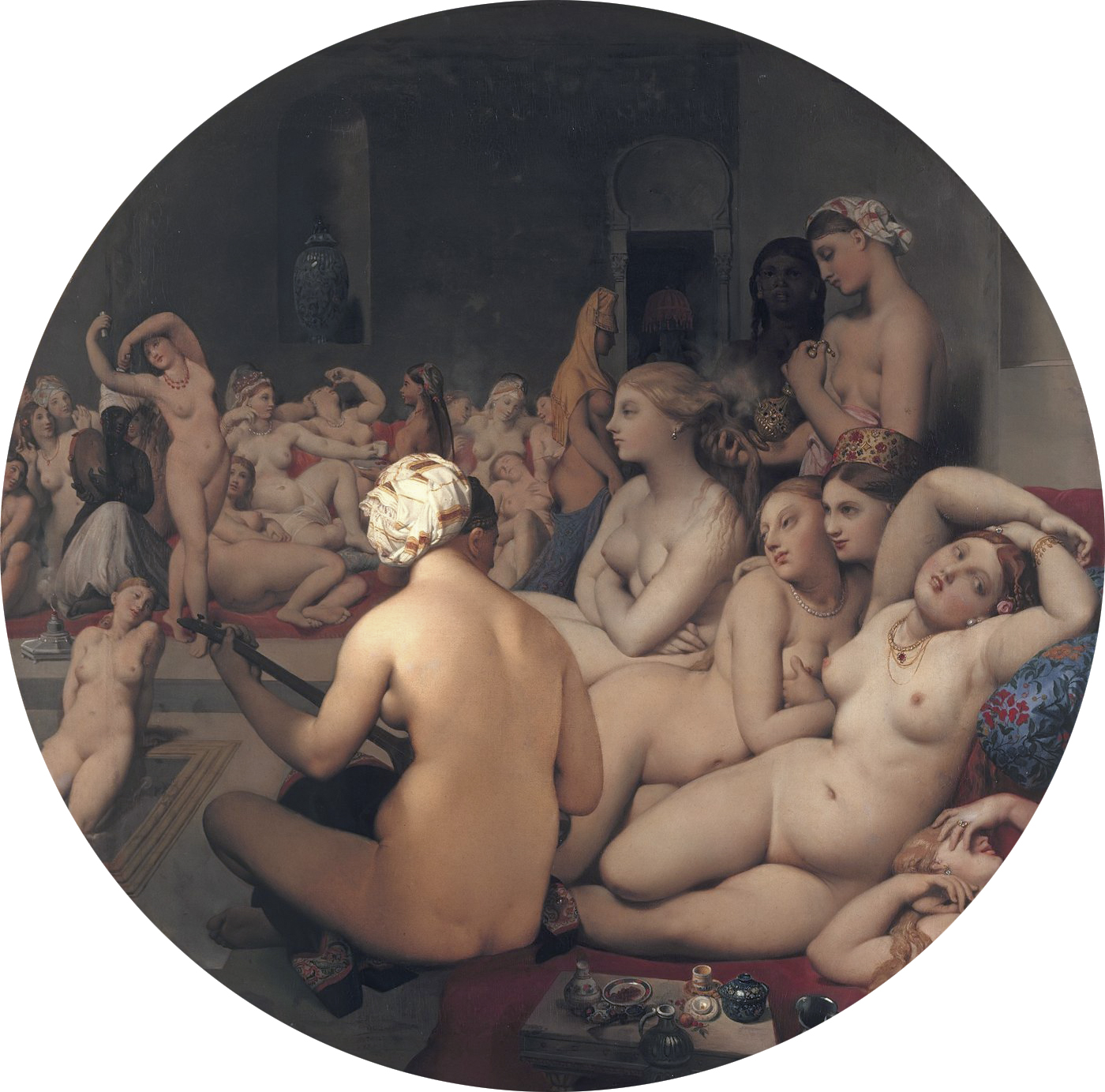
Dominique Ingres – The Turkish Bath (1862)

Sokan hevesen reagáltak, mind a széles közönséget megszólító és konvencionális napi sajtóban, mind a szaksajtóban, amelynek egyes tagjai, különösen a szimbolizmus hívei, hevesen visszautasították az új generáció felemelkedését. Az sokat mondó, hogy Émile Loubet köztársasági elnök nem volt hajlandó felavatni az Őszi Szalont, mert "elfogadhatatlan" művek jelenlétére figyelmeztették.
Ennek ellenére összességében az 1905-ös kiállításnak kedvező volt a visszhangja. A kritikusok különösen az Ingres és Manet retrospektíveket dicsérték. Néhány kritika – különösen az értelmiségiek részéről – eltérő. André Gide így ír:  Amikor hallottam, hogy az emberek Matisse előtt kiabálnak: "Ez őrület!"  Azt akartam válaszolni: "Nem, uram, éppen ellenkezőleg. Ez az elmélet terméke. Mindent meg lehet magyarázni, ki lehet következtetni. Az intuíciónak semmi köze hozzá. Kétségtelen, hogy amikor M. Matisse megfesti ennek az almaszínű nőnek a homlokát és ezt az őszinte, vörös fatörzset, azt mondhatja nekünk: "az azért van, mert..." Igen, észszerű, ez a festmény, és még az érvelés is."
Nagyon gyorsan felmerült a Szalon alkotói által megszervezett manipuláció gyanúja. Vauxcelles a rendezvény hírnevének fő mestere, a zsűri tagja volt, amely kiválogatta az alkotásokat, így ismerte a műveket és a művészeket. Még gratulált is Matisse-nak a kutatásaihoz és a munkáinak bemutatása során tanúsított bátorságához a Berthe Weill Galériában, néhány hónappal korábban. Ennek ellenére aktuális cikke azt sugallta, mintha éppen ekkor felfedezte volna fel. Úgy tűnik tehát, hogy ez a botrány jobban megszervezett volt, mint azt első látásra gondolnánk.

## Őszi Szalon 1906-1907

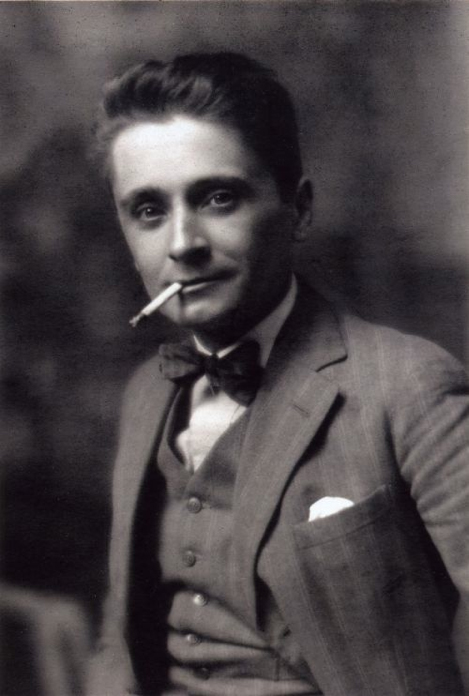
Jean Metzinger, photograph 1912 k.

Az 1906-os kiállításon Jean Metzinger és Robert Delaunay egymásról festett portréikat mutatták be. Jean Metzinger Robert Delaunay fauvista/divisionista portréját állította ki (1191), Robert Delaunay pedig L'homme à la tulipe (M. Jean Metzinger portréja) című festményét (420).
Antoine Robert Pinchon Elárasztott préri Saint-Étienne-du-Rouvray, Rouen közelében című képével szerepelt (1367. sz.), mely jelenleg a Louviers Múzeumban található. Pinchon e korszakban készült festményei szorosan kapcsolódnak a posztimpresszionista és fauvista stílushoz, aranysárgákkal, izzókékekkel, vastag impasztóval és nagyobb ecsetvonásokkal.

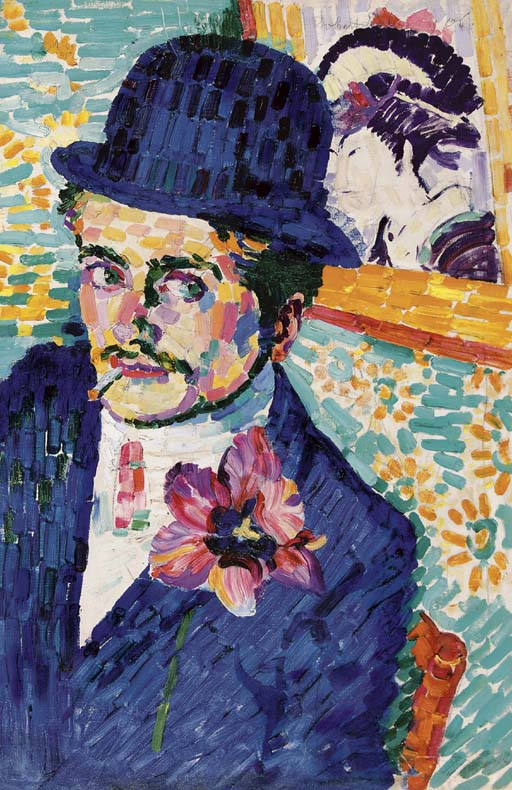
Robert Delaunay L'homme à la tulipe (Portrait de Jean Metzinger) 1906

Paul Cezanne a kiállítás időtartama alatt, 1906. október 22-én halt meg 67 évesen, így nem érhette meg a végét. Az Őszi Szalon tíz alkotását mutatta be a közönségnek.
A szobor szekcióban Constantin Brâncuși három gipsz mellszobrot állított ki (218-220), mig Raymond Duchamp-Villon  egy bronz és egy gipsz mellszobrot (498,499) mutatott be. Az 1906-os Salon d’Automne retrospektív kiállításai között szerepelt Gustave Courbet, Eugène Carrière (49 mű) és Paul Gauguin (227 mű).
Az 1907-es Ősz Szalonban Auguste Rodin rajzai szerepeltek. Jelentős eseménye volt a szalonnak Berthe Morisot (174 alkotás) és Jean-Baptiste Carpeaux (149 mű) munkáinak retrospektív bemutatója, valamint egy Paul Cézanne retrospektív kiállítás, amelyen 56 mű szerepelt, tisztelegve az 1906-ban elhunyt festő előtt.

## Magyar avantgarde
Ebben az időben sok magyar fiatal ment Párizsba tanulni. A legkedveltebb iskolának a Julian Akadémia számított. De a magyar festők el-eljártak a Colarossi Akadémia, az Académie de la Grand Chaumière és a Humbert Akadémia esti rajzóráira is, ahol ezekben az időkben a francia fauve festők, Henri Matisse, André Derain, Albert Marquet és Henri Manguin is megfordult. Matisse 1908 januárjában nyitotta meg saját szabadiskoláját. Perlrott Csaba Vilmosról és Bornemisza Gézáról tudjuk hitelt érdemlően, hogy Matisse növendékei közé tartoztak.
Ezeken a fiatal művészeken keresztül jutottak el az új irányzatok Magyarországra, hiszen sokan közülük megfordultak az itthoni művésztelepeken is. A ránk maradt, leginkább fauvosnak tűnő alkotások közül igen sok nem Párizsban, hanem Nagybányán, Nyergesújfalun, Kaposváron vagy Kecskeméten készült.
Az 1906-os Őszi szalon magyar kiállítói Berény Róbert (137-140), Csáktornyai Zoltán (390-394), Czóbel Béla (395-400), Huszár Vilmos (Willy) (786-787), Józsa Károly (Jozsa Charles) (826), Körmendi-Frim Jenő  (Eugene)  (877,878), Lakatos Artúr (Arthur)  (912-923), Márffy Ödön  (Marffy Edmond) (1108-1111), Pogány Margit (1293-1296), Rózsaffy Dezső (Rózsaffy Didier] (1508), Szabó Adalbert (1638,1639), Szegfy Erzsébet (1640), Szikszay Ferenc (1641-1642) és Zubriczky Lóránd ( 1802) voltak.
Az 1907-es Őszi szalon magyar kiállítói Andorkó Gyula (Jules Andorko) (43-45), Czóbel Béla (398,399), Alfred Frédy (616-621), Alexandre Galimberti (656), Francois Hatvany (752-754, Georges Gustave Koppé (956), Körmendi-Frim Ervin (957-959), Kunffy Lajos (980,981), Márffy Edmond (1195, 1196), Perlrott-Csaba Vilmos (1387-1392). Rózsaffy Didier (1503, 1504) szőnyegterveket, Szabó Adalbert Georges kovácsoltvas alkotásokat és változtatható méretű rézcsillárt és Szikszay Ferenc (1671,1676) kovácsoltvas műveket mutatott be.
A Párizs és Magyarország között így kialakult kapcsolatnak köszönhetően alakult meg a Nyolcak (1909–1919), a legjelentősebb magyar avantgárd művészcsoport a 20. század elején.
A Magyar Vadak utólagos művészettörténeti fogalom, amely a Magyar Nemzeti Galéria 2006-ban rendezett hasonló című kiállítása, illetve az ehhez kapcsolódó monográfia nyomán terjedt el a szak- és ismeretterjesztő irodalomban. A XX. század első évtizedében a főként Párizsban tanuló, a fauvizmus hatása alá került magyar festőket jelölik ezzel az összefoglaló névvel. Jóllehet a magyar Vadaknak nevezett festők nem tömörültek egy, közös csoportba és nem nevezték magukat ezen a néven.

## Őszi Szalon 1908-1909
Számtalan művészt ihletett Estaque, az egykori halászfalu, mely Marseille-től alig több, mint 10 kilométerre, a Marsell-i öböl partja mentén észak-nyugat felé haladva fekszik. Itt töltött nyarakat Georges Braque, Paul Cézanne, Raoul Dufy és sok más képzőművész. Amikor Braque visszatért Párizsba 1908 őszén, több a nyár folyamán itt készült képével pályázott az Őszi Szalonon való részvételre, többek között a Házak Estaque-ban című képpel. A zsűri visszautasította az alkotásokat, így ezt követően először a Kahnweiler Galéria mutatta be őket. Az ebben az időben észrevétlenül induló új művészeti kifejezési forma nevének, a kubizmus fogalomnak eredetét a művészettörténészek ezekig a képekig vezetik vissza, de valójában a kifejezés 1911-ben terjedt csak el. Etimológiailag a francia cube, azaz kocka szóból ered. Egyes feltételezések szerint a művek zsűrizése közben Matisse, aki erre a kiállításra harminc képet adott le, tett egy megvető megjegyzést, miszerint a kép csupa kis kockát ábrázol, de ennek igazságtartalma nem ellenőrizhető. Tény, hogy Louis Vauxcelles a Gil Blas című lapban arról irt, hogy "a helyszín a figurák és a házak geometriai körvonalakra, kockákra vannak redukálva" a képeken. Más írásaiban is felmerül a kocka szó a művek vonatkozásában, de a kubizmus fogalom még nem szerepel, és az a folyamat, ami ekkor elindult, valójában csak 1911-ben teljesedett ki.

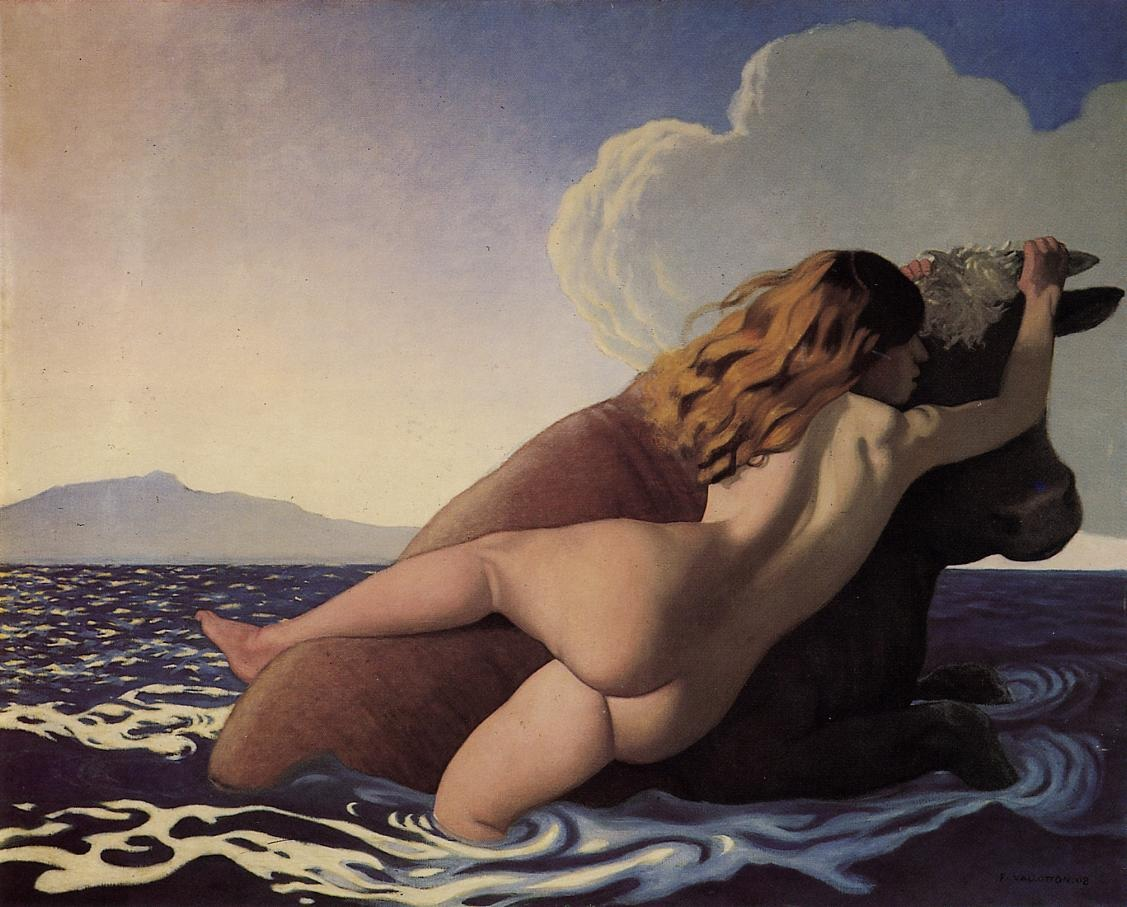
Felix Vallotton, Európa elrablása, 1908

Az 1908-as Salon d’Automne kiállításán szerepelt Félix Vallotton francia-svájci festő Európa elrablása című 1908-ban készült képe, mely azt a pillanatot ábrázolja, amikor Zeusz bikává változva rabolja el az istennőt. A legenda szerint Zeusz a mai Dél-Libanon partjainál ragadta el Európát, és Kréta szigetéig úszott vele a hátán cipelve. Egy isteni ígéretnek köszönhetőn viseli a kontinens az ő nevét ettől kezdve. A századforduló óta Vallotton egyre többet foglalkozott mitológiai témákkal. Nem annyira maga a történet érdekelte, mint inkább az, hogy milyen általános érvényű igazságokat tud belőle leszűrni. A kép Vallotton egyik főműve, és kedvenc darabként a Hanloser-gyűjteménybe került. Hans R. Hahnloser, a gyűjtőházaspár fia, aki 1934-től a Berni Egyetem művészettörténet professzora és a Berni Kunstmuseum Kuratóriumának tagja volt, 1946-ban adományozta a Kunstmuseumnak, ahol ma is található.
Az 1909-es kiállításon Henri le Fauconnier Pierre Jean Jouve(fr) francia író, regényíró és költő protokubista portréját állította ki, felhívva ezzel Albert Gleizes figyelmét, aki korábban hasonló geometrikus stílusban dolgozott. Constantin Brâncuși Metzinger, Le Fauconnier és Fernand Léger mellett állított ki.

## Őszi Szalon 1910
Az 1910-es kiállításon, amelyet október 1. és november 8. között rendeztek meg a párizsi Grand Palais des Champs-Élysées-ben, Jean Metzinger nem csak a nagyközönség, hanem a Picassóval vagy Braque-kal kapcsolatban nem lévő művészek számára is, olyan extrém módon új formai megoldást mutatott, melyet nem sokkal később kubizmus néven kezdtek emlegetni. Bár már voltak művészek, akik proto-kubista szellemben, bonyolult Cézanne-i geometriákkal és nem szokványos perspektívákkal dolgoztak, Metzinger Nu à la cheminée (Akt)(en) című műve radikális továbblépést jelentett.
"Előttem van egy kis kivágás a The Press című esti újságból, az 1910-es Salon d’Automne kiállításról. Jó képet ad arról, hogy milyen helyzetben volt a még alig észrevehető képi tendencia: Metzinger, Le Fauconnier és Gleizes urak geometriai szemfényvesztései.  Semmi jele nincs kompromisszumnak. Braque és Picasso csak a Kahnweiler(en) galériájában állítottak ki, és mi még nem tudtunk róluk. Robert Delaunay, Metzinger és Le Fauconnier ugyanabban az évben, 1910-ben a Salon des Indépendants kiállításon feltűntek, de anélkül, hogy címkét ragasztottak volna rájuk. Következésképpen, bár sok erőfeszítést tettek az ellenkezőjének bizonyítására, a kubizmus szó akkoriban nem volt még közkeletű." (Albert Gleizes, 1925)
Roger Allard(fr) (1885-1961) költő a Szalon áttekintésében hírt ad a francia festők új iskolájának megjelenéséről, amelynek követői figyelmüket a formára, nem pedig a színekre összpontosítják. Létrejött egy csoport, amelybe Gleizes, Metzinger, Delaunay (Metzinger barátja és munkatársa) és Fernand Léger tartozik. Rendszeresen találkoznak Henri le Fauconnier(en) műtermében, a Boulevard de Montparnasse közelében, ahol Fauconnier a L'Abondance című, ambiciózus allegorikus festményén dolgozik. "Ezen a festményen" – írja Brooke – "az ábrázolt forma leegyszerűsítése olyan új komplexitásnak ad teret, amelyben az előtér és a háttér egyesül, és a festmény témáját az egymással összefonódó geometriai elemek hálózata elrejti".
Ez a kiállítás megelőzte az 1911-es Függetlenek Szalonját, amely hivatalosan is bemutatta a közönségnek a kubizmust, mint szervezett csoportos mozgalmat. Metzinger közel állt Picassóhoz és Braque-hoz, és ebben az időben hasonló módon dolgozott.

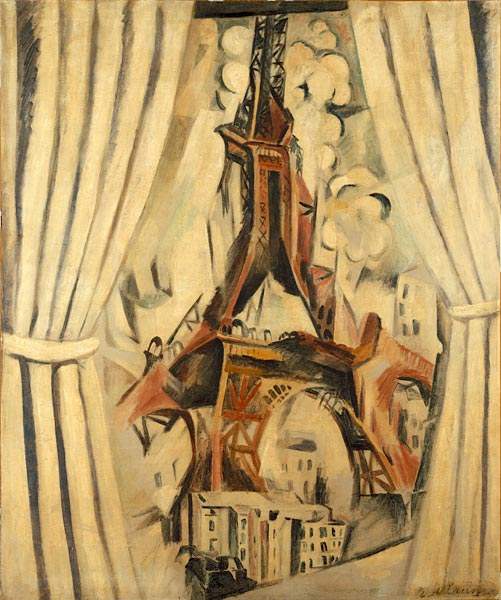
Robert Delaunay, View over the Eiffel Tower, olaj vásznon, 116 × 97 cm

Metzinger, Henri Le Fauconnier és Fernand Léger véletlenül a VIII. teremben együtt állítottak ki. Ezen az alkalmon a Montparnasse-csoport gyorsan kibővült Roger de La Fresnaye(en), Alexander Archipenko és Joseph Csáky csatlakozásával. A kiállításon részt vett a három Duchamp testvér, Marcel Duchamp, Jacques Villon és Raymond Duchamp-Villon, valamint Picabia is.
Az Őszi Szalont követően Metzinger megírta a Notes sur la peinture című cikkét, amelyben Picasso, Braque, Delaunay, Gleizes és Le Fauconnier műveit hasonlítja össze. Ebben először fogalmazta meg azt, ami a kubizmus jellemzőjeként vált ismertté: nevezetesen az egyidejűség, a mobil perspektíva fogalmait. Ebben az alapszövegben Metzinger hangsúlyozta a kubista művek és a hagyományos perspektíva közötti távolságot. "Ezek a művészek" – írta – "megragadták a szabadságot, hogy tárgyak körül mozogjanak, és sok különböző nézetet egyesítsenek egy képen, melyek mindegyike az idők során változó élményeket rögzít."
Másik érdekessége az 1910-es Őszi Szalonnak, hogy Frantz Jourdain meg volt győződve arról, hogy a német tervezők munkáinak bemutatása egészséges versenyt indít el a díszítőművészetben, ezért meghívta a müncheni székhelyű Deutscher Werkbund(de) művészeit, építészeit, tervezőit és iparosait, hogy állítsanak ki az 1910-es szalonban. A bajor dekorátorok fenyegetik művészetünk – olvasható a Le Radical folyóirat címében (1910. május 12.). Ez a botrány, az erősödő nacionalizmus idején az alkotók nem francia státusza miatt is, felélesztette az olcsó használati tárgyak, tömegtermékek, egyszerűen megtervezett bútorok és belső dekorációk művészeti szalon keretében való kiállításával kapcsolatos régi vitát. Az iparművészet létjogosultsága még soha nem volt ennyire vitatott. A kiállításról minden jelentős folyóiratban írtak. Louis Vauxcelles egy a Gil Blas folyóiratban megjelent cikkben járult hozzá a válság fokozásához.
A kiállítás mégis óriási sikert aratott hosszabb távon, mivel katalizátorként hatott új tervezők, dekoratőrök, művészek és építészek számára Franciaországban, akik az 1910-es Salon d’Automne előtt el voltak maradva a nemzetközi vonaltól a tervezési szektorban. A korábban kizárólag a festmények iránt érdeklődő közvéleményt is megmozgatta az a tény, hogy a nézők első kézből, és sokan először láthatták a külföldi fejleményeket. Ez lehetőséget nyitott arra, hogy felfedezzék, mit lehet a díszítőművészet területén tenni Franciaországban. Jourdain azért rendezte meg a német bemutatót, hogy a francia tervezőket saját munkáik minőségének javítására késztesse. A hatás először a francia dekoratív művészetek 1912-es kiállításán a Pavillon de Marsanban(en), majd ugyanabban az évben az Őszi Szalon során Párizsban volt érezhető.

## Őszi Szalon 1911

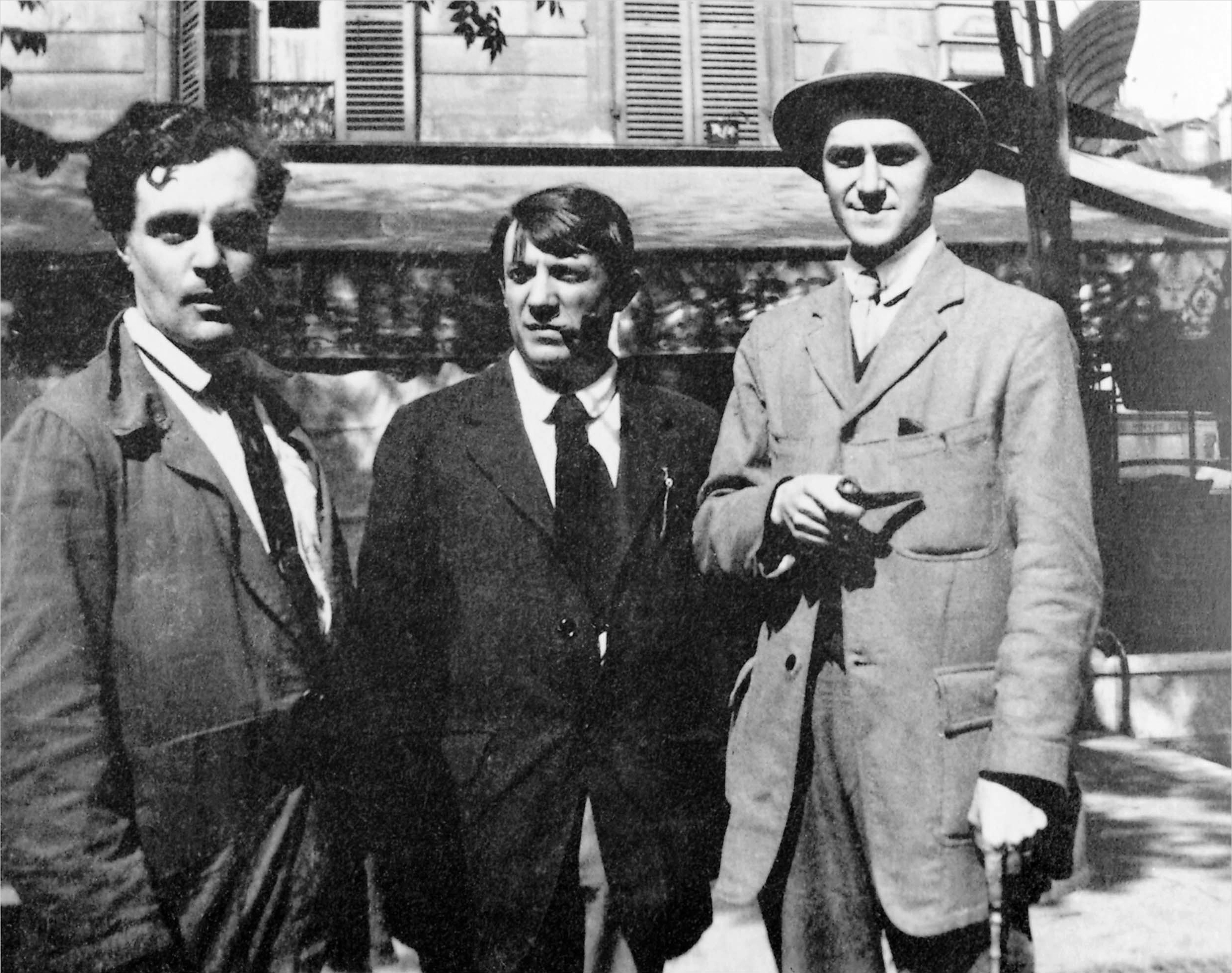
Modigliani, Picasso és André Salmon

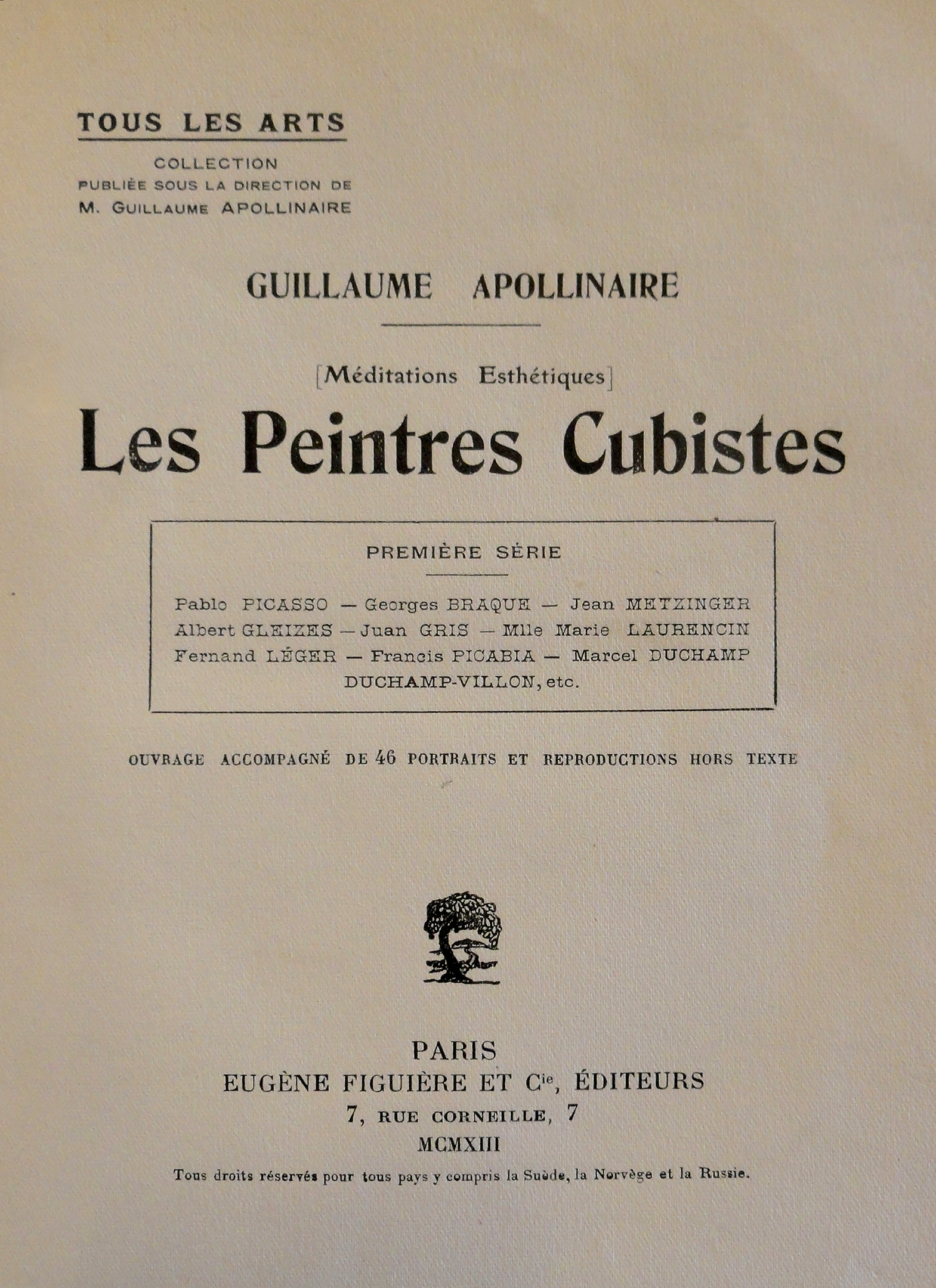
Guillaume Apollinaire, Les Peintres Cubistes, 1913, címlap

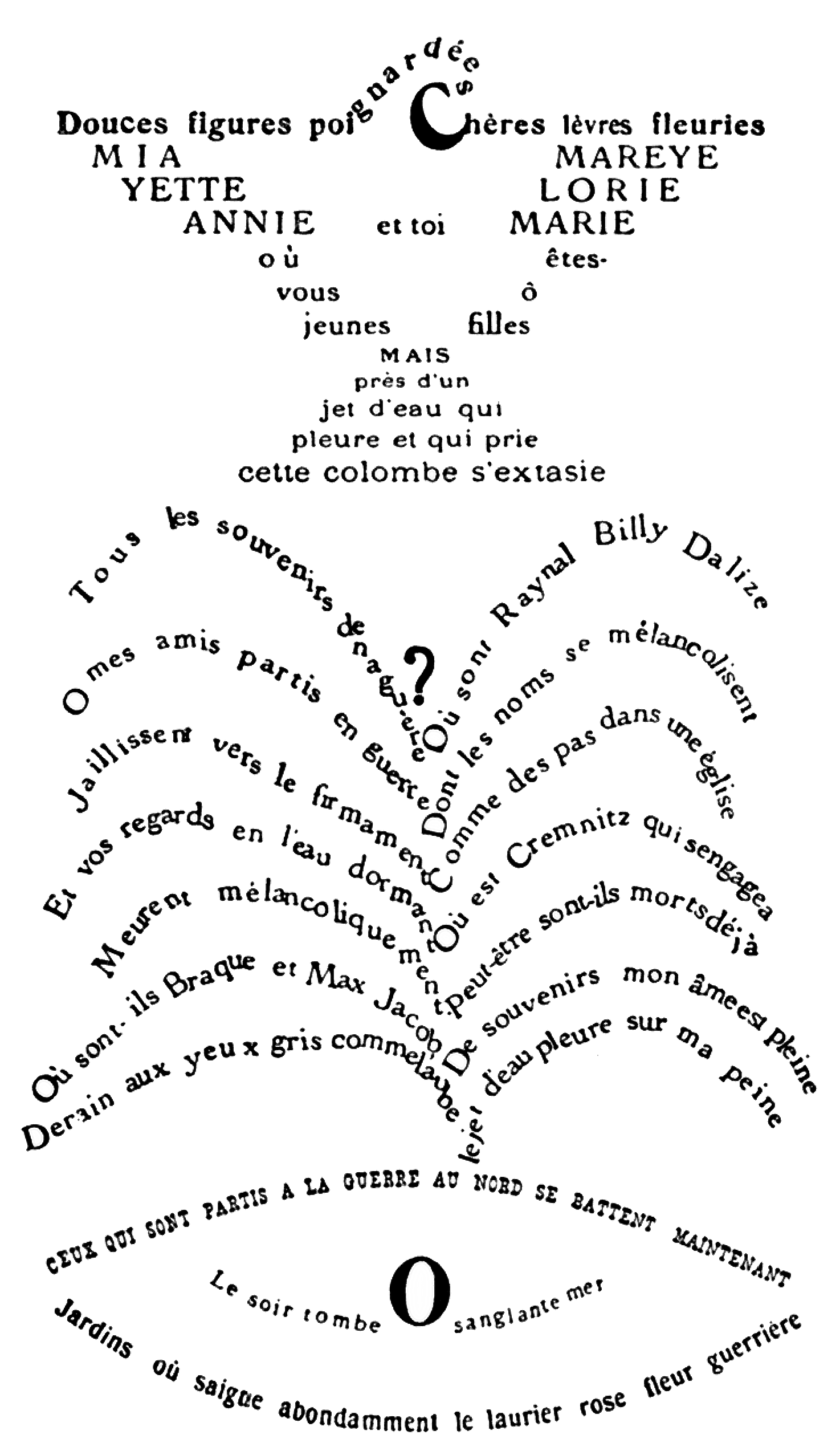
Guillaume Apollinaire – Calligramme – La Colombe poignardée et le Jet d’eau

Az 1910-es Salon d’Automne keretében elindított új irányzat gyorsan elterjedt Párizsban. 1911-ben a kubizmus már szervezett mozgalomként jelenik meg. Amint a kubista mozgalom erősödni kezdett, az áramlat művészei egyre nagyobb figyelmet kaptak a sajtóban. Az első kiállításokat, amelyeken már tudatos csoportként léptek fel többnyire erős kritikával fogadta mind a közönség, mind a kritika a sajtóban.
Az első tudatosan szervezett együttes fellépésnél, az 1911-es Salon des Indépendants 41-es termében Gleizes, Metzinger, Léger, Delaunay, Le Fauconnier és Archipenko munkái függtek a falakon. Ez a kiállítás nagy vihart kavart a sajtóban. A fontos lapok (Gil Blas, Comoedia, Excelsior, Action, L'Œuvre, Cri de Paris) mind heves hangú cikkeket szenteltek a kiállításnak. Apollinaire hosszú recenziót írt, mely folytatásokban jelent meg az L'Intransigeant hasábjain 1911. április 20-án, 21-én és 22-én.
Apollinaire az új áramlat festőivel való barátságai révén bejáratos volt műtermeikbe, és vezető szerepet játszott a kubizmus alapgondolatának és problémafelvetésének irodalmi tükröződésében, mely többek közt a múlt, jelen és jövő egyidejű ábrázolására, valamint a szabad formára való törekvésben nyilvánult meg. Képversei is ennek az igyekezetnek a jegyében születtek. A kubizmusról írott Les Peintres cubistes, Méditations Esthétiques című 1913-ban megjelent könyve ennek a korszaknak az egyik legautentikusabb és legfontosabb összefoglalása.
Az 1911-es Őszi Szalon 7-es és 8-as termében kiállított munkák újra heves vitát váltottak ki. Metzinger Le goûter (Teaidő)(en) című képe és Henri Le Fauconnier, Fernand Léger, Albert Gleizes, Roger de La Fresnaye, André Lhote(en), Jacques Villon, Marcel Duchamp, František Kupka, Alexander Archipenko, Joseph Csaky és Francis Picabia alkotásai voltak láthatóak ezekben a termekben. A nyilvános botrány másodszor hívta fel a nagyközönség figyelmét a kubizmusra.
Azok az írók, és művészeti kritikusok, akik az új áramlat védelmében léptek fel nagyrészt baráti szálakkal kötődtek a művészekhez. André Salmon Manolo Martínez Hugué(fr) katalán szobrász barátsága révén ismerte meg Picassot 1905 körül. Salmon Picasso műtermében találkozott Max Jacob költővel. Guillaume Apollinaire-t már korábban is ismerte. Négyük barátsága jelentős szerepet játszott karrierjükben. Pierre Reverdyt(fr) baráti szálak fűzték Picassohoz, Braque-hoz és Gris-hez is. Delaunay és Léger baráti köréhez tartozott Blaise Cendrars. Ezek a barátok aktívak voltak kiállítás szervezőként, és a nemzetközi kapcsolatok építésében is, így a kubizmus gyorsan hatott az irodalomra is. Kialakult egy szimbiózis, melynek során, művészeti esszék, antológiák, irodalmi alkotások, könyvek és költemények születtek a kubista művészek illusztrációival, másfelől az író és költő barátok modellként szerepeltek festményeken.
Különösen Salmon kiállításokról szóló beszámolói járultak hozzá Picasso hírnevéhez. Írásait, első sorban a Histoire anecdotique du cubisme című harmadik fejezetét a La jeune peinture francaise című könyvének több művészettörténész illette kritikával némileg elfogult hangneme miatt, mert túlzottan hangsúlyozta Picasso vezető szerepét a kubizmus kialakulásában. Mások, mint William Rubin(en), inkább Georges Braque 1908-ban Estaque- ban készült műveihez kötik a kubizmus gyökereit. William Rubin amerikai kurátor, kritikus, gyűjtő, művészettörténész és a modern művészet tanára volt. 1968 és 1988 között MOMA kurátora volt New-York-ban. A két utolsó nagy kiállítását Rubin Picassónak szentelte. Az első, Picasso and Braque: Pioneering Cubism (1989) megkísérelte elemezni e két művész munkái közötti bensőséges és összetett kölcsönhatásokat a kubizmus kialakulásának kritikus időszakában, majd a második, Picasso and Portraiture (1996) nyomon követte. a művész számos kísérletét arra, hogy megragadja barátai és társai személyiségének esszenciáját, különösen azokét a nőkét, akik múzsái és feleségei voltak.

## Őszi Szalon 1912

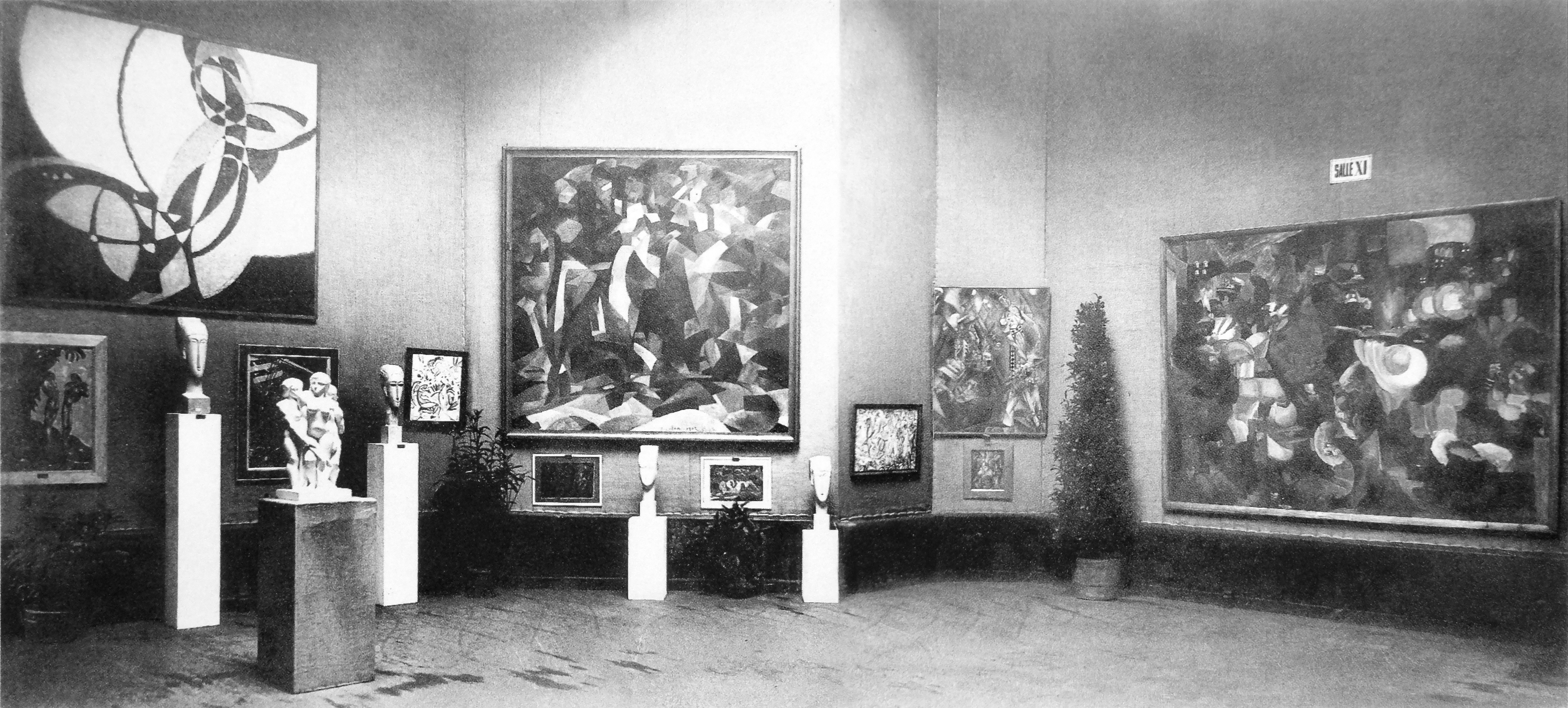
Őszi Szalon 1912, XI. terem
Joseph Csaky Groupe de femmes
Amedeo Modigliani négy plasztika
Jean Metzinger Dancer in a café
František Kupka Amorpha, Fugue in Two Colors
Francis Picabia The Spring
Henri Le Fauconnier Mountaineers Attacked by Bears

Az 1912-es Őszi Szalon idején a kubisták már ismert művészcsoportot alkottak, melyhez a közben kialakult nemzetközi kapcsolatok révén sok külföldi művész is csatlakozott. Annak a kapcsolatrendszernek a kialakulásához, amelynek a kubizmus gyors elterjedését és nemzetközi visszhangját köszönheti, a legfontosabb helyszín a Bateau-Lavoir nevű nyomorúságos épületegyüttes volt a Montmartre negyedben. A 20. század elején számos avantgárd művész lakott és alkotott itt, többek között Maxime Maufra, Kees van Dongen, Pablo Picasso, Juan Gris, Max Jacob, Pierre Reverdy. Az itt kialakult baráti művészi közösség találkozóhelye lett a párizsi avantgárdnak. Rendszeres vendég volt Henri Matisse, Georges Braque, André Derain, Raoul Dufy, Marie Laurencin, Amedeo Modigliani, Jean-Paul Laurens, Maurice Utrillo, Jacques Lipchitz(en), Jean Metzinger, az írók közül pedig Guillaume Apollinaire, Alfred Jarry, Jean Cocteau és André Salmon. A nemzetközi kapcsolatokhoz hozzájárult, hogy Salmon korábban Szentpéterváron a Francia Konzulátus attaséjaként dolgozott. Nem csak kollégák, írók, költők, színészek jártak ide, hanem a kor fontos galéria tulajdonosai is, mint Ambroise Vollard, Daniel-Henry Kahnweiler és Berthe Weill. A Kahnweiler galérista, valamint Picasso és Braque között megkötött kizárólagos szerződés értelmében, a kubista irányzatnak ez a két fontos elindítója és képviselője nem vehetett részt az Őszi Szalonon. Kahnweiler távol akart maradni a nagy tömegektől és a Szalon történetében nem szokatlan humoros reakcióktól.
Az 1912-es Őszi Szalon plakátját Pierre Bonnard készítette. Több mint 1770 mű volt látható a Grand Palais termeiben. Paul Gallimard 52 könyvből álló kiállítást rendezett. Albert Braut(fr) retrospektív kiállításán a művész nyolcvannégy képe szerepelt. Minden pénteken kamarazenei előadásokra került sor. Minden szerdán délelőtt irodalmi rendezvényeket tartottak. Nagy feltűnést keltett a kubisták terme, valamint az André Mare(en) és Raymond Duchamp-Villon által tervezett La Maison Cubist(en).
1912-ben František Kupka először állított ki absztrakt képeket, melyek tükrözték a mozgás, szín és zene kapcsolatára vonatkozó elméletét. 1909-ben nagy hatást tett rá az olasz futuristák kiáltványa. Dinamikus képein eleven színekkel dolgozott. Az orphismus neves képviselője volt. Az Őszi Szalon keretében kiállított Amorpha, fugue à deux couleurs című képe a Narodni Galerie tulajdonában van Prágában, míg az Amorpha, chromatique chaude című a Musée Kampa(fr) gyűjteményébe tartozik.
A kubisták műveiket ugyanabban a XI. számú teremben állították ki. A polémia mind a francia, mind a nem francia avantgárd művészek ellen az Őszi Szalonnak ebből a terméből indult ki, ahol a kubisták között több nem francia állampolgár is volt. Az idegenekkel és az avantgárd művészettel szembeni ellenállás egy mélyebb válság része volt, a modern francia művészet meghatározója, a Párizsban összpontosuló impresszionizmus nyomán kialakult vonal védelmében.
Jourdaint 1912-ben ismét ádáz támadás érte, amint a francia nemzet a hevesen nacionalista és konzervatív politikai légkörben közeledett a háborúhoz. A városi tanács dékánja és a Beaux-Arts bizottságának tagja, Jean Pierre Philippe Lampué(en) sikertelenül érvelt amellett, hogy az Őszi Szalontól megtagadják a Grand Palais használatát, azzal az indokkal, hogy a szervezők hazafiatlanok, és külföldi „kubo-futurista” kiállításaikkal aláássák Franciaország művészeti örökségét. Sikerült azonban felrázni a közvéleményt az Őszi Szalon, a kubisták és Jourdain ellen. A hatalmas botrány arra késztette Roger Allard kritikust, hogy megvédje Jourdaint és a kubistákat a La Côte folyóiratban, rámutatva, hogy nem ez volt az első alkalom, hogy az Őszi Szalont – mint a modern művészet népszerűsítésének helyszínét – támadták, és nem is ez lenne az utolsó.
Az Őszi Szalon a kezdetektől fogva az egyik legjelentősebb avantgárd helyszín volt, ahol nemcsak festészet, rajz és szobrászat, hanem ipari formatervezés, urbanisztika, fotóművészet, valamint a zene és a mozi újdonságai is láthatók voltak. 
Ami esztétikai kérdésként indult, a kubista kiállítás alatt gyorsan politikaivá változott. Louis Vauxcelles, aki már az 1910-es Függetlenek Szalonja idején is lekicsinylően nyilatkozott Metzinger, Gleizes, Le Faucnnbier, Léger és Delaunay "sápadt kockái"-ról, most is hangadó szerepet játszott a vitában. Albert Gleizes szerint Frantz Jourdain (Vauxcelles után a második helyen) a kubisták esküdt ellensége volt, olyannyira, hogy későbbi írásában nem is tesz említést az 1911-es vagy 1912-es kiállításokról. A polémia eljutott a Képviselőházba(en), és a párizsi Nemzetgyűlésen(en) is megvitatták.
Az esztétikai sznobizmust elítélő Frantz Jourdain 1921-ben a Les Echosban megjelent esszéjében azt írja, hogy "a kardcsörgő forradalmárok, akiket kubistáknak, futuristáknak és dadaistáknak neveznek, valójában megrögzött reakciósok, akik lenézik a modern haladást, és a demokrácia, a tudomány, az ipar és a kereskedelem iránti megvetésükről tesznek tanubizonyságot".
A franciák megnyugtatására Jourdain meghívta a Societé des Artistes Français vezetőit, írja Gleizes, egy az Őszi Szalon keretében rendezett speciális kiállításra, ahol kétszázhúsz 19. században festett portrét mutattak be. Jourdain szerencsétlenségére, valószínűleg a képek akasztását végzők szándékos elrendezése miatt, a helyzet visszájára fordult, amikor a vendégeknek át kellett menniük a kubista szobán, hogy eljussanak a portrékhoz. A kirobbant vita által generált érdeklődés következtében mindenki kíváncsi volt a Szörnyek, a kubisták alkotásaira, és ez 50 000 francia frankos bevételt hozott. A kubista szoba zsúfolásig megtelt nézőkkel, mások sorban álltak, hogy bejussanak – magyarázza Gleizes, miközben senki sem figyelt a portrékat bemutató teremre. A következmények katasztrofálisak voltak Jourdain számára, akit a szalon elnökeként végső soron felelőssé tettek a kudarcért.
Jules-Louis Breton(fr), francia szocialista militáns politikus megrendítő támadást intézett az Őszi Szalonban kiállító kubisták ellen. Breton Charles Benoist(fr) támogatásával megvádolta a francia kormányt, hogy a Grand Palaisban kiállítóteret biztosítva szponzorálja a kubisták túlkapásait. Marcel Sembat(de) francia szocialista politikus kollégái támadásaival szemben a véleménynyilvánítás szabadságának elveit védte, miközben elutasította az államilag támogatott művészet gondolatát. Charles Beauquier(fr), politikus és szabadgondolkodó, Breton és Benoist oldalára állt: "Nem bátorítjuk a szemetet! A művészetekben is van szemét, mint máshol."
Végül Marcel Sembat több fronton is megnyerte a vitát. Az Őszi Szalonnak a további években is a Grand Palais des Champs Elysées adott helyet. Az Nemzetgyűlés megbeszéléseit követő sajtóvisszhang széles körben elterjedt, és még több nyilvánosságot hozott a kubizmusnak. Európa-szerte éreztette hatását a kubista botrány által kiváltott visszhang. A kubizmus sikere messze túlmutatott azon, amit ilyen nyilvánosság nélkül megjósoltak volna.

## Őszi Szalon 1913-1914

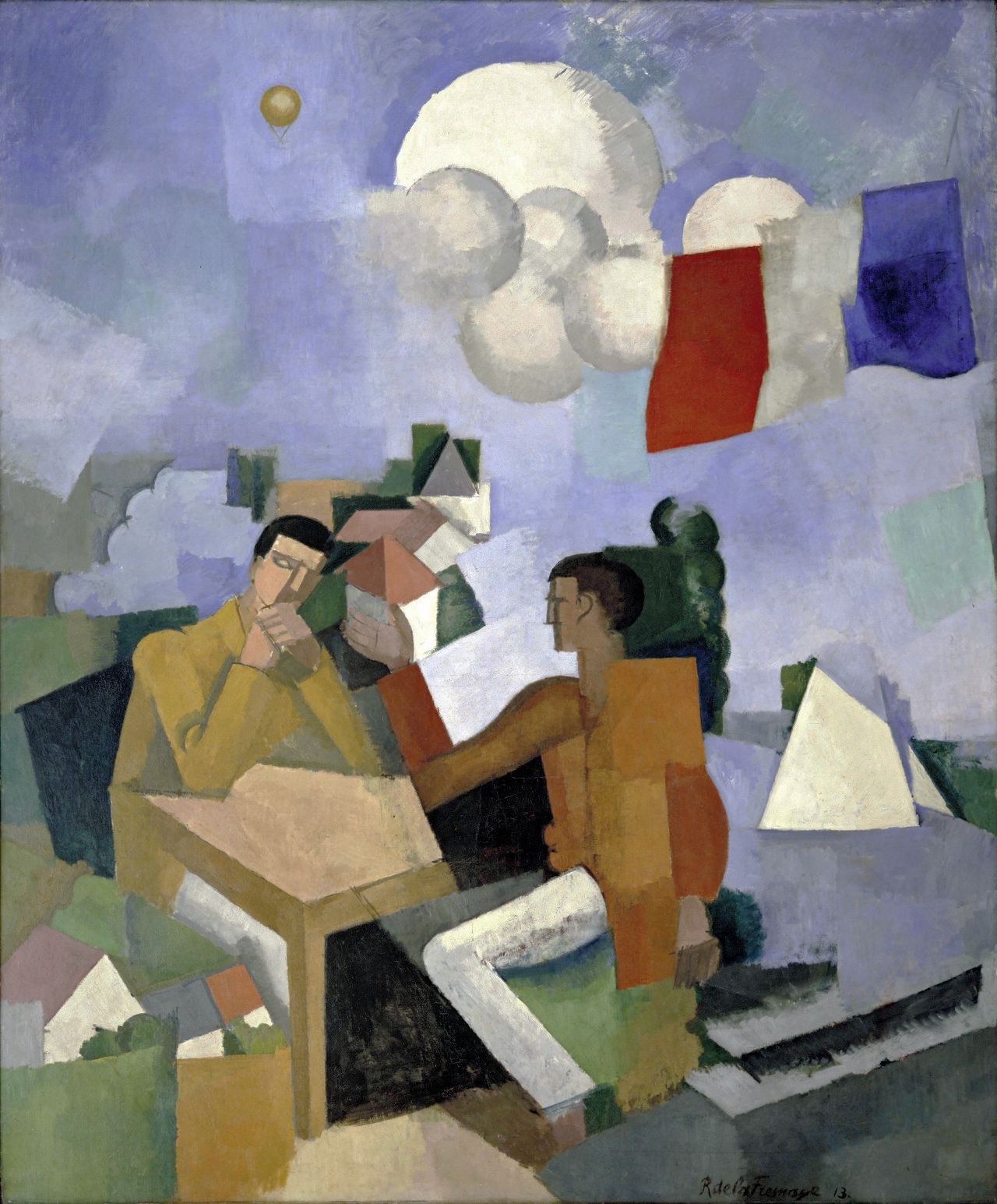
Roger de La Fresnaye
The Conquest of the Air
Museum of Modern Art, New York
Exhibited at the Salon d’Automne 1913

1913-ra az Őszi Szalonban látható modern művészet domináns irányzata a kubizmus volt, amely egyértelműen az absztrakcióra hajlott. Az élénkebb színek használatának már 1911-ben megkezdődött tendenciája 1912-ben és 1913-ban is folytatódott. Az 1914. november 15. és 1914. január 8. között megrendezett kiállításon Roger de La Fresnaye, Gleizes és Picabia művei emelkedtek ki. Delaunay, Duchamp és Léger művei nem szerepeltek ebben az évben a kiállításon.
A katalógus előszavát Marcel Sembat francia szocialista politikus írta, aki egy évvel korábban a francia Nemzetgyűlésben védte a kubistákat és általában a művészi véleménynyilvánítás szabadságát.
1912-ben, a Nemzetgyűlésben kitört vita idején, a kubista mozgalom fejlődési vonalának csúcspontján volt. Ahogy az áramlat egyre nagyobb számú követőjének munkája nyomán a közös stílusjegyek diverzifikálódtak, és a mozgalom elindítói saját utat kezdetek járni, a kubizmus veszíteni kezdett lendületéből. Az első világháború kitörése, és ennek kapcsán a kényszerű katonai szolgálat, a háborús elszigeteltség, felgyorsította a mozgalom széthullását.
A háború előtti utolsó Őszi Szalon érdekessége Giorgio de Chirico sikeres szereplése is. Előző évben állított ki először az Őszi Szalonban, de akkor nem keltett figyelmet. Szerepelt az 1913 tavaszán rendezett Függetlenek Szalonján is. Apollinaire figyelmét sikerült megragadnia, aki az Őszi Szalon nyitása előtt két héttel, október 30-án a L’Intransigeant hasábjain jelentetett meg egy cikket a művész alkotásainak eredetiségét hangsúlyozva.
"Ennek a fiatal festőművésznek a művészete belső és szellemi művészet, amelynek semmi köze az elmúlt években feltűnt festőkéhez. Nincs benne se Matisse, se Picasso, nem az impresszionistáktól jön. Ez az eredetiség elég új ahhoz, hogy említést érdemeljen. De Chirico  úr nagyon éles és modern megfigyelései általában építészeti formát öltenek."
Ezzel az ajánlással Apollinaire megalapozta Giorgio de Chirico hírnevét, és felemelte az általa korábban elismert avantgarde művészeknek a sorába, mint Picasso, Delaunay, Braque vagy Derain.
Giorgio de Chirico 1913 őszén alkotott képei nemcsak intenzitásuk és a korábbi témák kiterjesztése miatt fontosak, hanem azért is, mert a következő évek ötleteinek kidolgozásához mintegy tápanyagként szolgáltak. Az Őszi Szalon 1913-as kiállításán Giorgio de Chirico négy képet állított ki. Mme Gartzen portréja az ablak előtt ülő nő festészeti hagyományába illeszkedik. Az Étude című kép erős kontúrokkal megfestett hátulról profilba forduló aktot ábrázol. A következő két kép inkább jellemző arra az alkotói periódusra, mely az 1910-es évek elején kezdődött, és körülbelül 1920-ig tartott. A melankólia, a veszteség érzete és az elveszett utáni vágyakozás gyakori témája Giorgio de Chirico művészetének. Ariadné Theseus elvesztése felett érzett bánata, valamint Odüsszeusz Itaka utáni honvágya, a veszteség miatti végtelen melankólia kifejezésére szolgáló képi utalások az Ariadne, the Melancholy of a beautiful day című képen. A Red Tower című, zömök tornyot ábrázoló kép vevőre talált az Őszi Szalon alatt, ami szintén hozzájárult a művész hírnevének megalapozásához.

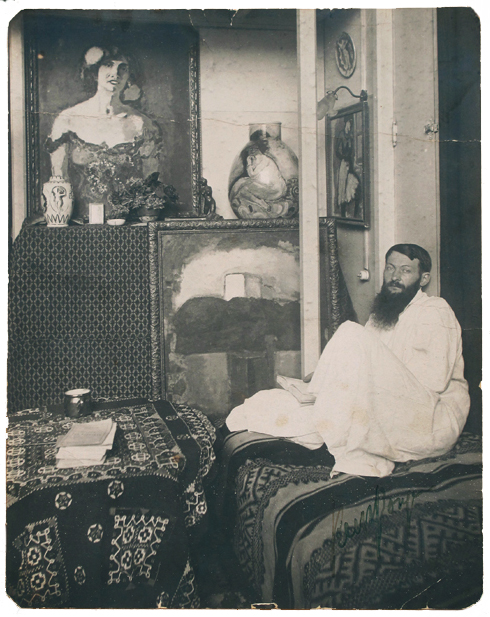
Kees van Dongen a műtermében 1910 körül

Nagy feltűnést keltett Kees van Dongen A spanyol kendő (Galambos nő vagy A szerelem koldusa) című festménye, mely a művész első feleségét, a Guus becenéven emlegetett Augusta Preitingert árbrázolta, akivel Rotterdamban ismerkedtek meg a Királyi Szépművészeti Akadémián folytatott tanulmányok alatt. Hamarosan összeházasodtak, és Párizsba költöztek a karrier reményében, de az első évek anyagi nehézségeket hoztak. Kees van Dongen szatirikus lapoknak dolgozott. Tengerészekről és prostituáltakról készített tanulmányait tudta értékesíteni.
Idővel be tudott költözni a Bateau-Lavoir egyik műtermébe, és kapcsolatba került Picasso baráti körével, és a fauveok csoporttal. Ez megnyitotta előtte a kiállítási lehetőségeket. Képeihez sokszor Guus állt modellt, mint a botrányt kiváltó akthoz is. A párizsi rendőrfőkapitány elrendelte a festmény azonnali eltávolítását az Őszi Szalon kiállítóteréből és elkobzását, azt obszcénnek és a közmorálra veszélyesnek ítélve. Mitológiai akt figurák megszokottak voltak a művészetben, így a felháborodást kevésbé a meztelenség, mint inkább az ábrázolt élethelyzet váltotta ki. A figura megvilágítása emlékeztetett arra, ahogy sztriptíztánc közben megvilágították a lányokat a párizsi bordélyházakban. A háttérben a mankós férfialak is arra utal, hogy a modellt prostitúció közben látjuk. 
Kees van Dongen művészi szabadságára és a Société du Salon d’Automne tagságából eredő jogainak megsértésére hivatkozva tiltakozott levélben, de nem ő volt az egyetlen. A tiltakozási hullámban levéláradat született a művész kollégák és a jelentősebb lapok szerzőinek tollából. Végül Kees van Dongen visszakapta a képet, amit később Guusnak adott, akitől a Pompideau Center tulajdonába került.

## Az első világháború utáni évek
Az első világháború alatt (1914-től 1918-ig) nem rendeztek Őszi Szalont. Csak 1919 őszén került sor ismét az eseményre november 1. és december 10. között a párizsi Grand Palais termeiben. Ebből az alkalomból retrospektív kiállítással tisztelegtek Raymond Duchamp-Villon emlékének, aki 1918. október 9-én halt meg. A francia szobrász tizenkilenc plasztikája volt látható, melyeket 1906 és 1918 között alkotott.

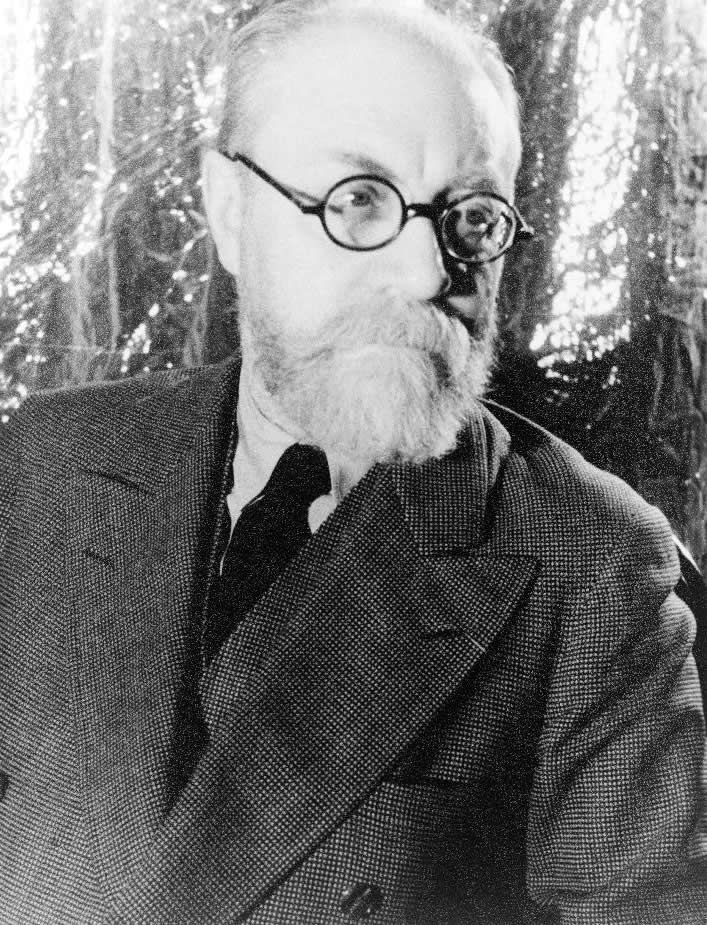
Henri Matisse 1933. május 20

A háború utáni időkben a művészeti élet központja áthelyeződött az elkommercializálódott és turisták által elárasztott Montmartre-ról a diáknegyed közelében emelkedő Montparnasse dombra, ahol egyszerű bérházak, olcsó kocsmák és bisztrók álltak, amelyeket még a vékonypénzű költők, írók és festők is meg tudtak fizetni. Pezsgő irodalmi és művészeti élet folyt itt egészen a második világháborúig. Itt alkotott Guillaume Apollinaire, Blaise Cendrars, Ady Endre, Louis Aragon és Jean Cocteau.
Az Őszi Szalon fő attrakcióját a Montparnasse negyedhez kötődő alkotók munkái jelentették. Marc Chagall, Amedeo Modigliani, Georges Braque és Georges Gimel(en) munkái mellett kiállított Henryk Gotlib(en), lengyel expresszionista festő is. Constantin Brâncuși, Aristide Maillol, Charles Despiau(en), René Iché(de)  és Ossip Zadkine a szobrászat új erőiként jelentek meg. A festészet és szobrászat mellett a Szalonban a dekoratív művészetek alkotásai is helyet kaptak, mint például René Lalique, Báthory Júlia üvegművei, valamint Le Corbusier építészeti tervei.
1922-ben, tizennégy évvel azután, hogy a zsűri visszautasította képeit, az Őszi Szalon dísztermében Georges Braque alkotásai voltak láthatóak.
A művészeti világ a második világháború előtt több éven át megosztott volt a francia nemzeti hagyományokban gyökerező művészetet pártoló francia iskola (École Française) és a külföldi születésű , több esetben zsidó származású művészek által képviselt kozmopolita szemléletű École de Paris között.

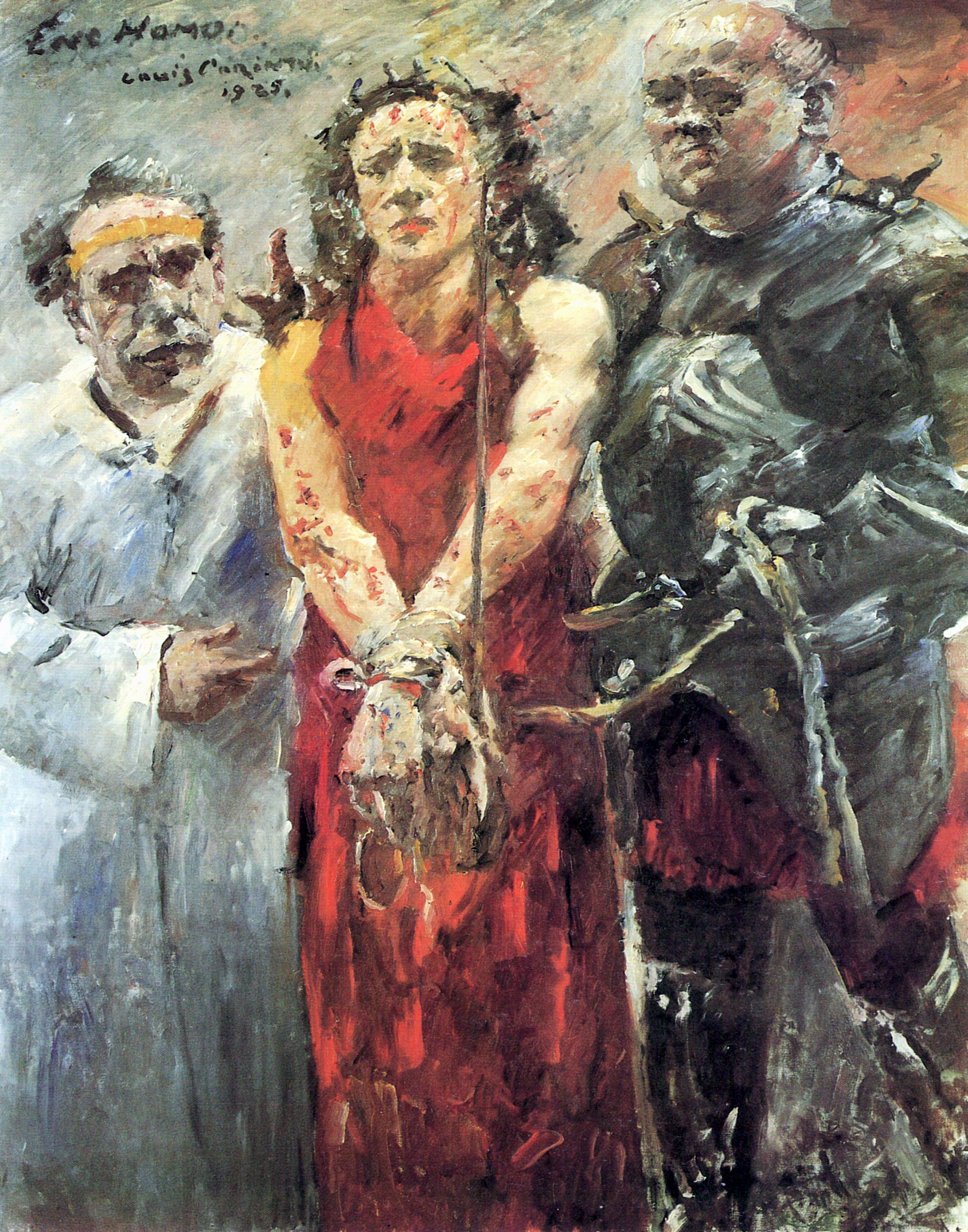
Lovis Corinth Ecce homo, a kép az Entartete Kunst című kiállításon szerepelt 1937-ben Münchenben

A németországi náci párt az 1920-as években a modern művészetet elfajzott művészetnek (Entartete Kunst(de)) minősítette, és Adolf Hitler diktatúrája idején a modernista művészetet, köztük számos nemzetközileg elismert művész alkotását, beleértve a fauveokat is, eltávolították az állami tulajdonban lévő múzeumokból, és betiltották a náci Németországban. A modern művészetet a német érzés megsértésének, zsidó vagy kommunista természetűnek bélyegezték.
Franciaországban a Vichy-kormány (1940. július 10. – 1944. augusztus 9.) alatt valamivel szabadabb volt a helyzet. A náci megszállók ellenőrizték a plakátokat, nyitás előtt bejárták a kiállításokat. A zsidó művészek alkotásait eltávolították, de a született franciák, az École Française képviselői folytathatták alkotó munkájukat és kiállíthatták műveiket. Az impresszionizmusból természetesen kinövő utolsó tiszta francia gyökerű áramlatnak a korai fauveokat tekintették, így ebben az időszakban államilag is támogatott irányzatként, Matisse vezető szerepe mellett, a fauvizmus újjászületése volt tapasztalható. Matisse a nemzeti hagyományokban gyökerező művészet szószólója volt. 1924 decemberében, az első nagy koppenhágai retrospektív kiállítása idején, amikor Finn Hoffmann dán kritikus interjút készített vele így nyilatkozott:
"Nem minden szempontból tartom pozitívumnak, hogy ennyi külföldi művész érkezik Párizsba. Ennek következménye gyakran az, hogy ezek a festők kozmopolita lenyomatot viselnek, amit sokan kifejezetten franciának tartanak. A francia festők nem kozmopoliták."

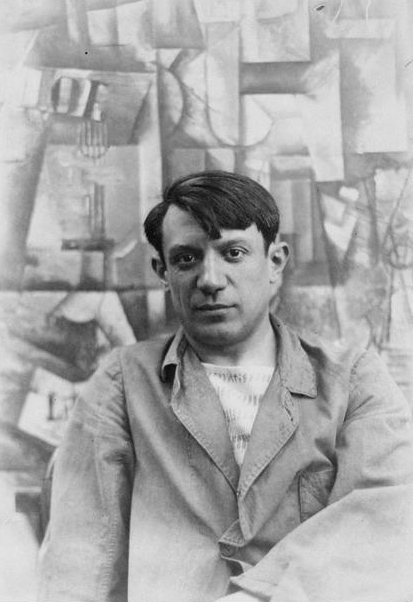
Pablo Picasso 1912 nyarán

Mivel Picasso négy éven keresztül nem állított ki Párizsban, Matisse teljes reflektorfényt élvezhetett. 1943-ban az Őszi Szalon alkalmából több műve volt látható, a Bleu Blanc Rouge néven emlegetett kollektíva alkotásaival együtt, akiket Matisse színharmóniája ihletett.
Picassot távollétében kritikai támadások is érték. Picasso valóban az École de Paris köréhez, tehát a ellenkező táborhoz tartozott. Internacionális szemléletű volt, belépett a kommunista pártba is, és a marxista elvekhez végig hű maradt. Ennek a történelmi háttérnek fényében érthető igazán a jelentősége az 1944-es Őszi Szalon eseményeinek.
1944-ben, a Párizs felszabadítása utáni ősszel, végre Picasso művei is láthatóak voltak az Őszi Szalon keretében. Egy teljes termet szenteltek a háború idején készült alkotásainak. Diadalmas visszatérés volt ez Picasso számára, aki a háború alatt távol maradt a művészeti színtértől.
A kiállítás nem volt zavartalan, a rendbontás mögött a fauvizmus megrögzött hívei álltak.
Az Őszi Szalon immár több, mint 100 éves története folytatódik. Továbbra is minden évben megrendezik jelentkezési lehetőséggel a tavasz elején. Az elmúlt évtizedekben új művészeti központok alakultak ki a világban, és Párizs szerepe kevésbé hangsúlyos, mint a 20. század első évtizedeiben. New York és London komoly konkurenciát jelentenek, de feljövőben vannak távol-keleti művészeti központok is. A megszaporodó jelentős nemzetközi vásárok is hozzájárulnak ahhoz, hogy az Őszi Szalon Párizsban már kevesebb figyelmet kap. Párizson belül is a Biennale és a Salon de la Jeune Peinture ma már radikálisabb innovációkat mutat, de a kultúrtörténeti értéke az Őszi Szalonnak vitathatatlan marad.